# Pablo VI
Pablo VI o Paulo VI  (en latín: Paulus PP. VI), de nombre secular Giovanni Battista Enrico Antonio Maria Montini (Concesio, 26 de septiembre de 1897-Castel Gandolfo, 6 de agosto de 1978), fue el 262.º papa de la Iglesia católica y el cuarto soberano de la Ciudad del Vaticano desde el 21 de junio de 1963 hasta su muerte ocurrida en 1978. Fue canonizado en 2018, durante el pontificado del papa Francisco, lo que lo convierte en santo de la Iglesia católica. 
Sucediendo a Juan XXIII, decidió continuar con el Concilio Vaticano II, gran obra del pontífice anterior. Asimismo, fomentó las relaciones ecuménicas con las iglesias ortodoxas, anglicanas y protestantes, dando lugar a muchas reuniones y acuerdos históricos.
Entre 1922 y 1954 trabajó en la secretaría de Estado de la Santa Sede. Durante su estadía allí, Montini, junto a Domenico Tardini fueron considerados como los más cercanos e influyentes colaboradores de Pío XII, quien en 1954 lo nombró arzobispo de Milán, la diócesis más grande de Italia, por lo que se convertía automáticamente en secretario de la Conferencia Episcopal Italiana. Allí fue conocido pronto como el «arzobispo de los pobres», por su amistad con los trabajadores de las fábricas a los que visitaba. Juan XXIII lo elevó al cardenalato en 1958, y después de la muerte de Juan XXIII, Montini fue considerado uno de los más probables sucesores.
Tomó el nombre de Pablo para indicar su misión renovadora en todo el mundo de la difusión del mensaje de Cristo. Reabrió el Concilio Vaticano II, dándole prioridad y dirección. Después de que el Concilio hubiera finalizado su labor, Pablo VI se hizo cargo de la interpretación y aplicación de sus mandatos, a menudo caminando por una delgada línea entre las expectativas contrapuestas de los distintos grupos dentro de la Iglesia católica. La magnitud y la profundidad de las reformas afectaron a todas las áreas de la Iglesia, superando durante su pontificado las políticas similares de reforma de sus predecesores y sucesores.
Pablo VI fue un gran devoto mariano, por lo que constantemente habló en congresos marianos y reuniones mariológicas, visitó varios santuarios y publicó tres encíclicas marianas. Citando las enseñanzas de Ambrosio de Milán, nombró a María como la Madre de la Iglesia durante el Concilio Vaticano II. Pablo VI buscó el diálogo con el mundo, con otras religiones y no creyentes. Se vio como un humilde servidor de la humanidad y exigió cambios significativos de los acaudalados de Estados Unidos y Europa a favor de los pobres en el Tercer Mundo.
Sus posiciones opuestas al control de la natalidad (véase Humanae vitae) y otros temas fueron controvertidos en Europa Occidental y América del Norte, pero fueron aplaudidos en Europa Oriental y América Latina. Durante su pontificado se llevaron a cabo muchos cambios en el mundo, revueltas estudiantiles, la guerra de Vietnam y otros trastornos mundiales. Pablo VI trató de entenderlos a todos, pero al mismo tiempo, de defender el «depósito de la fe», que se le había confiado.
El 24 de diciembre de 1974 presidió la apertura de la Puerta Santa de la basílica de San Pedro, dando inicio al Jubileo de 1975, que fue seguido por aproximadamente mil millones de personas en todo el mundo.
De entre los cardenales que creó, tres llegarían a ser sus sucesores como papa: Albino Luciani el 15 de agosto de 1973, quien se convertiría en Juan Pablo I el 26 de agosto de 1978; Karol Wojtyła el 26 de junio de 1967, quien tomaría el nombre de Juan Pablo II el 16 de octubre de 1978; y Joseph Ratzinger el 27 de junio de 1977, electo papa el 19 de abril de 2005 bajo el nombre de Benedicto XVI.
Su proceso de beatificación comenzó el 11 de mayo de 1993. El 7 de mayo de 2014 se aprobó un milagro por el cual el papa Pablo VI, sería declarado beato. El cardenal Angelo Amato, prefecto de la Congregación para las Causas de los Santos, se reunió con el papa Francisco para acordar la fecha de beatificación, que finalmente se fijó para el 19 de octubre de 2014. La beatificación tuvo lugar en la misa de clausura del Sínodo extraordinario de obispos sobre la familia realizada en la plaza de San Pedro. En 2017, fue aprobado un segundo milagro atribuido a la intercesión de Pablo VI, cuya canonización fue presidida por el papa Francisco en la plaza de San Pedro el 14 de octubre de 2018.

## Primeros años
Giovanni Battista Montini nació en el año 1897 en Concesio, una población de la provincia de Brescia, en Lombardía. Fue el segundo de los tres hijos de Giorgio Montini, que era abogado, periodista, director de la Acción Católica y miembro del Parlamento de Italia, y de Giudetta Alghisi, perteneciente a una familia de la nobleza rural. Tuvo dos hermanos: Francesco Montini, que sería médico, y Ludovico Montini, que sería abogado y político.
El 30 de septiembre de 1897 fue bautizado con el nombre de Giovanni Battista Enrico Antonio Maria Montini. Asistió a la escuela Cesare Arici ―dirigida por jesuitas― y en 1916 recibió un diploma de la escuela pública Arnaldo da Brescia. Su educación fue interrumpida a menudo por episodios de enfermedad. En 1916, entró en el seminario de Brescia para convertirse en sacerdote, lo que finalmente logró el 29 de mayo de 1920, celebrando su primera misa en su pueblo natal, en la iglesia de la Madonna delle Grazie, que estaba cerca de la casa de sus padres. Montini concluyó sus estudios en Milán con un doctorado en Derecho Canónico ese mismo año. Más tarde estudió en la Pontificia Universidad Gregoriana, en La Sapienza y, a petición de Giuseppe Pizzardo, en la Academia Pontificia Eclesiástica. En 1922 a la edad de veinticinco años, y a petición de Pizzardo, Montini entró a la Secretaría de Estado de la Santa Sede, donde trabajó junto con Francesco Borgongini Duca, Alfredo Ottaviani, Carlo Grano, Domenico Tardini y Francis Spellman. A principios de esa misma década de 1920 fue capellán de la organización internacional Pax Romana, en su sede de Italia.

## Carrera en la Santa Sede

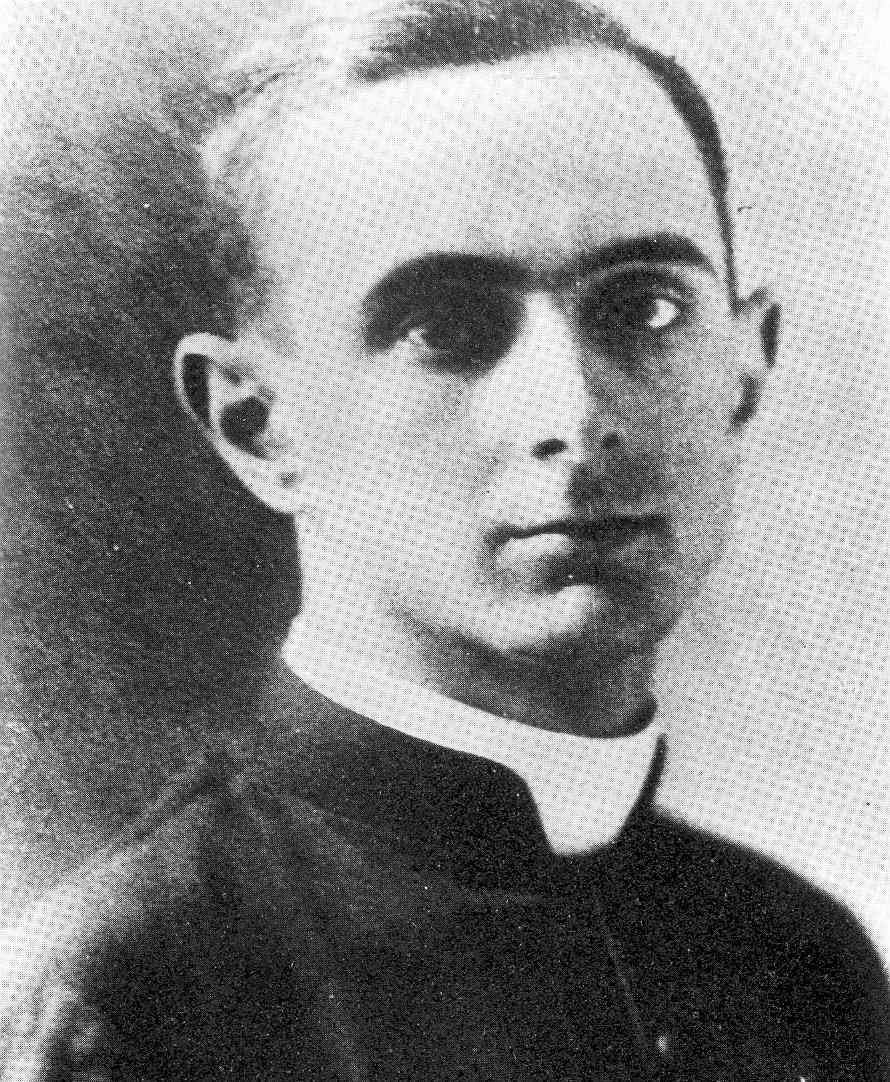
Montini en 1920.

### Nunciatura polaca
La única experiencia diplomática en el extranjero de Montini fue durante su estadía en la nunciatura de Varsovia, Polonia, en 1923. Al igual que Achille Ratti antes que él, sentía fuertemente el enorme problema, que no solo se limitaba a Polonia, del excesivo nacionalismo.

Esta forma de nacionalismo trata a los extranjeros como enemigos, especialmente a los extranjeros con los que uno tiene fronteras comunes. A continuación se busca la expansión de su propio país a expensas de los vecinos inmediatos. Las personas crecen con la sensación de estar encerrados. La paz se convierte en un compromiso transitorio entre las guerras.

Cuando fue llamado a Roma, se encontraba feliz de ello: «Llega a la conclusión este episodio de mi vida, que me han proporcionado experiencias útiles aunque no siempre alegres». Más tarde, ya papa, intentaría volver a Polonia en una peregrinación mariana, pero no le fue permitido por el gobierno comunista, una petición que luego no se le pudo negar al papa Juan Pablo II, que era de origen polaco.

### Pío XII
Su capacidad de organización lo llevó a una carrera en la Curia Romana. En 1931, el cardenal Eugenio Pacelli le nombró profesor de historia en la Academia Pontificia para diplomáticos. En 1937, después de que su mentor Giuseppe Pizzardo fuera nombrado cardenal, Montini fue nombrado «sustituto de relaciones ordinarias» por el cardenal Pacelli, que era secretario de Estado de Pío XI. Desde su estadía con Pío XI adoptó el punto de vista de que «el aprendizaje es un proceso de larga vida, y que la historia era la mágister vítae, la maestra de la vida». Su supervisor inmediato en la Santa Sede fue Domenico Tardini, con el que tenía una buena relación. La elección de Pacelli como papa en 1939, era prevista por todos y abiertamente promovida por el fallecido Pío XI en sus últimos años. Esto era un buen augurio para Montini, cuya posición dentro de la Santa Sede fue confirmada por el nuevo secretario de Estado Luigi Maglione. Todas las mañanas hasta 1954, Montini se reunía con Pío XII, desarrollando una relación cercana y estrecha:

Es cierto, mi servicio al papa no se limitó a los asuntos políticos o extraordinarios de acuerdo con el lenguaje del Vaticano. La bondad del papa Pío XII abrió para mí la oportunidad de examinar los pensamientos, incluso el alma de este gran pontífice. Podría citar muchos detalles de cómo Pío XII, siempre con medida y el discurso moderado, se escondía, más aún revelando una noble posición de gran fuerza y coraje sin miedo.

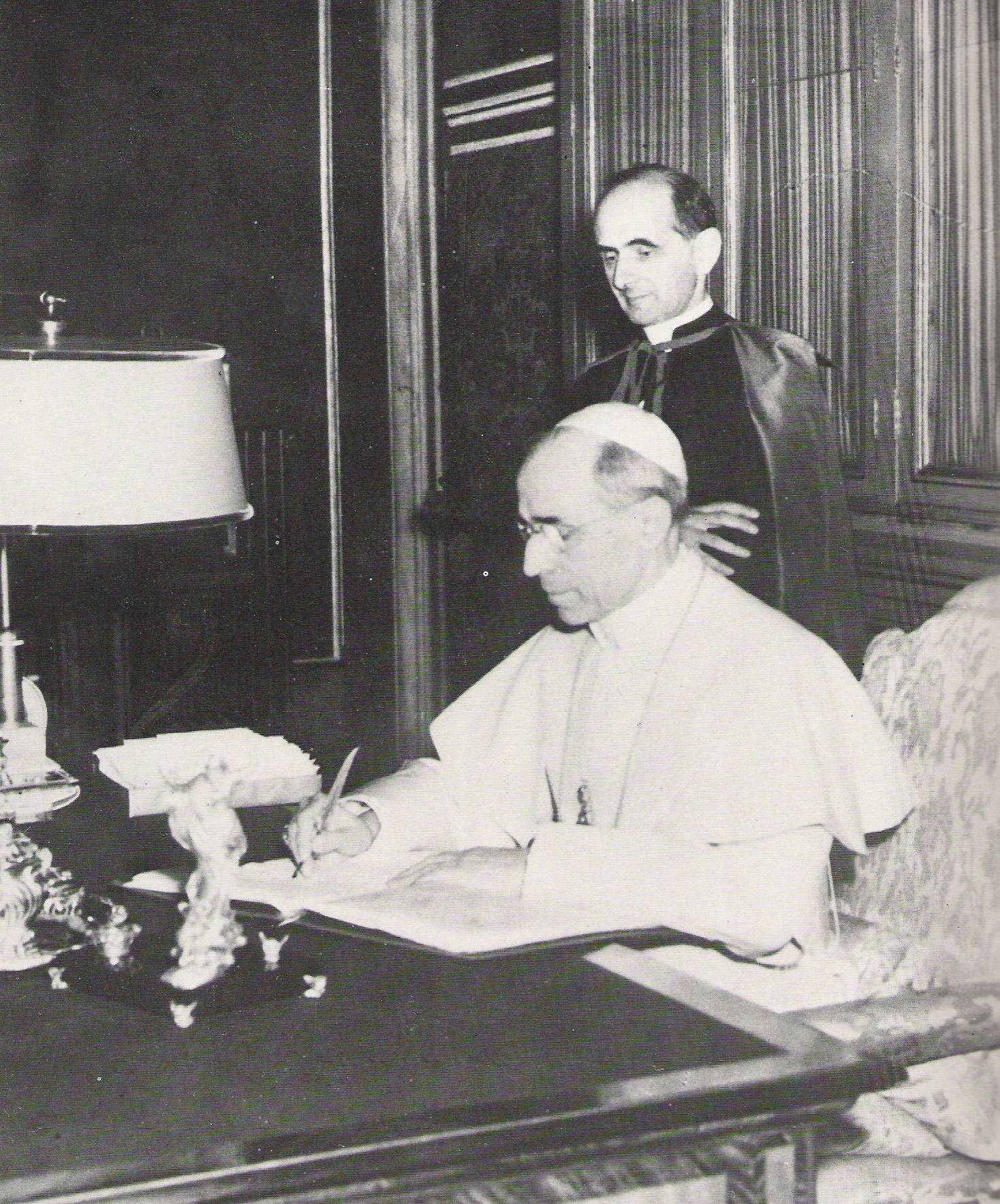
Montini fotografiado junto a durante su servicio en la Secretaría de Estado

Cuando estalló la Segunda Guerra Mundial, Maglione, Tardini y Montini fueron las principales figuras de la Secretaría de Estado de la Santa Sede. Montini fue el encargado de velar por los «asuntos comunes» de dicha Secretaría de Estado, en la que ocupaba gran parte de la mañana de cada día de trabajo. Por la tarde se trasladaba al tercer piso, donde estaba la oficina del Secretario Privado del Pontífice. Pío XII tenía una secretaria personal. Al igual que varios papas antes que él, delegó las funciones de secretaría a la Secretaría de Estado.
Durante los años de guerra, miles de cartas de todas partes del mundo llegaron a la mesa del papa, la mayoría de ellas pidiendo oración y ayuda. Montini fue encargado de formular todas las respuestas en el nombre de Pío XII, expresando su empatía y comprensión y prestando ayuda, cuando fuera posible. A petición del papa, creó una oficina de información para los prisioneros de guerra y los refugiados, que en los años de su existencia, desde 1939 hasta 1947, recibió cerca de diez millones (9 891 497) de solicitudes de información y produjo más de once millones (11 293 511) de respuestas sobre las personas desaparecidas. Montini fue varias veces atacado por el gobierno de Benito Mussolini como injerente en la política, pero cada vez se encontró con defensas de gran poder en el Vaticano. En 1944, Luigi Maglione murió, y Pío XII nombró a Tardini y Montini jefes de la Secretaría de Estado. La admiración hacia Montini fue casi filial, como lo describió el propio Pío XII:

Su mente ricamente cultivada, su capacidad poco común para la reflexión y el estudio lo llevó a evitar todas las distracciones y relajaciones innecesarias. Quiso entrar de lleno en la historia de su propio tiempo afligido: con un profundo conocimiento, de que él mismo formaba parte de esa historia. Desea participar plenamente en él, para compartir sus sufrimientos en su propio corazón y alma.

A petición del papa, junto con Pascalina Lehnert, Ferdinando Baldelli y Otto Faller, creó la Pontificia Commissione di Assistenza, que ayudó a gran número de romanos y refugiados de todas partes con viviendas, asistencia alimentaria y material. Solo en Roma esta organización distribuyó casi dos millones de porciones de comida gratis en el año 1944. La Ciudad del Vaticano y la residencia papal de Castel Gandolfo se abrieron a los refugiados. Unas 15 000 personas vivían en Castel Gandolfo, solo apoyado con la ayuda de la Pontificia Commissione di Assistenza. A petición de Pío XII, Montini también estuvo implicado en el restablecimiento de la Iglesia Asilo, proporcionando protección a cientos de soldados aliados, que habían escapado de los campos de prisioneros del Eje; judíos, antifascistas, socialistas, comunistas, y después de la liberación de Roma, a soldados alemanes, partidarios y otras personas desplazadas. Después de la guerra y luego como papa, Montini convirtió la Pontificia Commissione di Assistenza, en la mayor organización católica italiana, Caritas Italiana.

## Arzobispo de Milán
Después de la muerte del cardenal Alfredo Ildefonso Schuster en 1954, Montini fue nombrado para el puesto de más alto rango en la iglesia italiana, el de arzobispo de Milán. El papa Pío XII presentó al nuevo arzobispo Giovanni Battista Montini «como su regalo personal a Milán». Ambos tenían lágrimas en los ojos cuando se separaron, y Montini viajaba a una diócesis con 1000 iglesias, 2500 sacerdotes, y 3.5 millones de almas. Fue consagrado obispo en la Basílica de San Pedro por el cardenal Eugène Tisserant, el decano del Colegio de Cardenales, ya que Pío XII se vio obligado a permanecer en cama debido a su enfermedad. El papa sin embargo, pronunció su sermón sobre Giovanni Batista Montini desde su cama, por la radio, a los numerosos fieles reunidos en San Pedro el 12 de diciembre de 1954.
El 6 de enero de 1955, Montini tomó formalmente posesión en la catedral de Milán. Pío XII, quien siempre quiso ser un pastor y no un burócrata del Vaticano, concedió con mucho gusto esta oportunidad, que a él se le había negado, a Montini. Este por su parte empezó a desempeñar su nueva tarea como arzobispo, reuniéndose con todos los grupos de fieles en Milán. Le gustaba tener reuniones con intelectuales, artistas y escritores.

### La filosofía de Montini

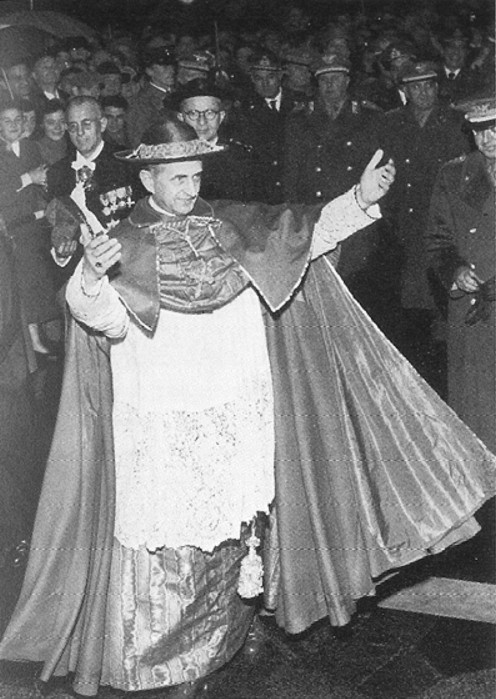
Montini, como arzobispo de Milán.

En sus primeros meses mostró gran interés en las condiciones de trabajo y cuestiones laborales, teniendo contacto personal con sindicatos, asociaciones y dando discursos relacionados con el tema. Creyendo que las iglesias son los únicos edificios no utilitarios en la sociedad moderna y un lugar necesario para el descanso espiritual, inició la construcción de más de 100 nuevas iglesias para el servicio y la contemplación.
Sus discursos públicos se notaron no solo en Milán, sino también en Roma y en otros lugares. Algunos lo consideraban un liberal, cuando él pidió a los laicos amar no solo a los católicos, sino también a cismáticos, protestantes, anglicanos, indiferentes, musulmanes, paganos, ateos. Contrariamente a las enseñanzas del papa León XIII (y más tarde Juan Pablo II y Benedicto XVI), que consideraban al clero anglicano desigual a la luz de su falta de sucesión apostólica, el arzobispo Montini simplemente ignoró por completo este aspecto durante una visita del clero anglicano a Milán en 1957 y un posterior intercambio de cartas con el arzobispo de Canterbury, Geoffrey Fisher.
Montini no recibió el capelo cardenalicio durante los últimos cuatro años del pontificado de Pío XII, lo que ocasionó varios comentarios. Ciertamente, Montini no era el único en esta condición; desde la grave enfermedad que aquejaba a Pío XII, no se habían realizado consistorios, por lo que varios arzobispos estaban esperando el capelo. Se encontraban en esta situación John Francis O'Hara de Filadelfia, Richard Cushing de Boston, Franz König de Viena, William Godfrey de Westminster, Antonio María Barbieri de Montevideo, Alfonso Castaldo de Nápoles y Paul Marie André Richaud de Burdeos además del propio Montini. Pío XII reveló luego que en el consistorio de 1953 había dos clérigos, que se sabe que eran Montini y Tardini, a pesar de no ser mencionados por el papa, que se encontraban en la parte superior de su lista, pero luego fueron rechazados. Cuando Tardini, en nombre de ambos, le dio las gracias por no nombrarlos cardenales, Pío XII respondió con una sonrisa: «Monseñor mío, usted me da las gracias, por no dejarme hacer lo que quería hacer». Tardini respondió: «Sí, Santo Padre, le doy gracias por todo lo que han hecho por mí, pero aún más, lo que no han hecho por mí». El papa sonrió.
Angelo Roncalli y Montini eran amigos, pero cuando el primero, como papa Juan XXIII, anunció un nuevo concilio ecuménico, el cardenal Montini reaccionó con incredulidad: «Este muchacho no sabe el nido de avispas que está despertando». En 1961 fue nombrado para la Comisión Preparatoria Central. Durante el Concilio, Juan XXIII le pidió que se mudara al Vaticano. Fue miembro de la Comisión de asuntos extraordinarios, pero no se dedicó tanto a los debates sobre los diversos temas que se trataban. Su asesor principal fue Giovanni Colombo, quien más tarde fue nombrado su sucesor en Milán. La Comisión fue eclipsada en gran medida por la insistencia de Juan XXIII de que el Concilio debía completar todo su trabajo en una única sesión antes de la Navidad de 1962, para el 400.º aniversario del Concilio de Trento, una insistencia que también puede haber sido influida porque el papa había sabido recientemente que tenía cáncer.

### Progresismo pastoral
Montini utilizó su autoridad para asegurar que las reformas litúrgicas de Pío XII se llevaran a cabo a nivel local. Durante su período en Milán, Montini era conocido como un miembro progresista de la jerarquía católica. Utilizó métodos innovadores para llegar a la gente de la ciudad más grande de Italia, como carteles enormes anunciaban que «1000 voces le hablarían entre el 10 y el 24 de noviembre de 1957». Más de 500 sacerdotes y numerosos obispos, cardenales y laicos pronunciaron 7000 sermones en el período no solo en las iglesias, sino en las fábricas, salas de reuniones, casas, patios, escuelas, oficinas, cuarteles, hospitales, hoteles y otros lugares, donde la gente se reunía.

Si solamente pudiéramos decir «Padre nuestro» y saber lo que esto significa, entonces podríamos entender la fe cristiana.

Montini reconoció que Europa Occidental se había convertido en un país unificado otra vez y no fue demasiado optimista sobre el resultado de esta empresa de gran envergadura. Montini fue también un hombre de letras, siendo su libro favorito un clásico italiano: Los novios, de Alessandro Manzoni.
Pío XII convocó al arzobispo Montini a Roma, en octubre de 1957, donde hizo la presentación principal del Segundo Congreso Mundial del Apostolado Seglar. Anteriormente, como prosecretario, había trabajado arduamente para unificar una organización mundial de laicos en 58 países, representando 42 organizaciones nacionales. Se los presentó a Pío XII en Roma en 1951. La segunda reunión en 1957 dio Montini una oportunidad para expresar el apostolado de los laicos en términos modernos:

Apostolado significa amor. Debemos amar a todos, pero especialmente a aquellos que necesitan ayuda... Nos debe encantar nuestro tiempo, nuestra tecnología, nuestro arte, nuestros deportes, nuestro mundo.

### Cardenal
Aunque era visto como «papable» para suceder a Pío XII, y aunque parece haber recibido algunos votos en el cónclave de 1958, Montini no era miembro del Colegio cardenalicio y por lo tanto no era un candidato serio en ese cónclave. En aquella elección, el patriarca de Venecia, Angelo Roncalli, fue elegido papa y asumió el nombre de Juan XXIII. El 17 de noviembre de 1958, menos de tres semanas después de su elección, L'Osservatore Romano anunció un consistorio para la creación de nuevos cardenales. Esta lista estaba encabezada por el nombre de Montini, y así fue elevado al cardenalato el 15 de diciembre de ese año, convirtiéndose en cardenal presbítero de los santos Silvestro e Martino ai Monti. Juan XXIII lo nombró simultáneamente en varias congregaciones de la Curia Romana, dando lugar a muchas visitas de Montini a Roma en los siguientes años. Como cardenal, Montini participaba en el gobierno de toda la Iglesia, lo que se tradujo en viajes a África (1962), donde visitó Ghana, Sudán, Kenia, Congo, Rodesia, Sudáfrica y Nigeria. Más tarde, él sería el primer papa en visitar África. Después de su viaje, tuvo una audiencia privada con Juan XXIII, que se prolongó durante varias horas. En otros 15 viajes, visitó Brasil (1960) y Estados Unidos (1960), incluyendo Nueva York, Washington D. C., Chicago, Universidad de Notre Dame en Indiana, Boston, Filadelfia y Baltimore. El cardenal pasaba sus vacaciones por lo general en la solitaria abadía de Engelberg, en Suiza.

## Pontificado

### Elección

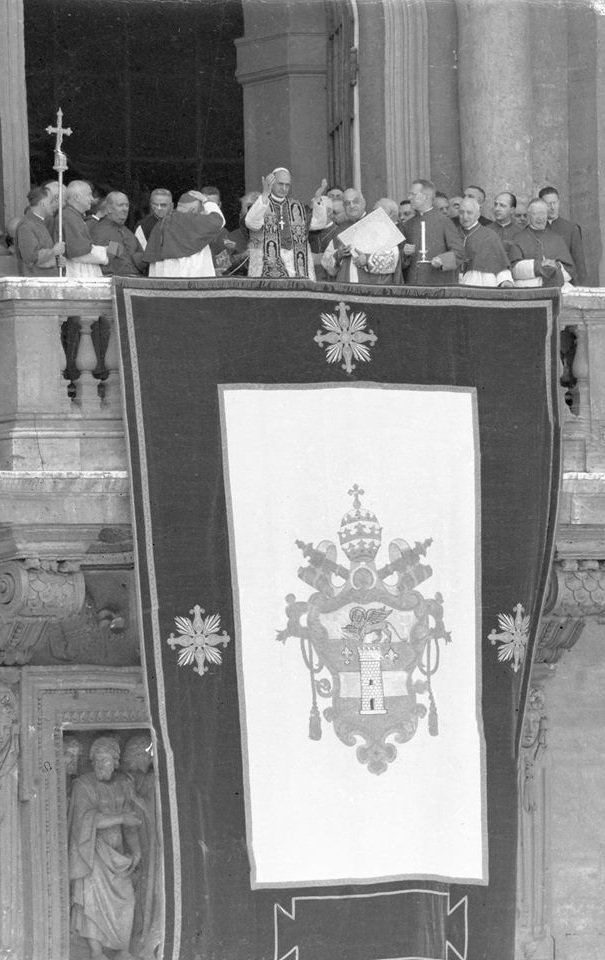
Primera aparición de Pablo VI tras su elección.

Montini fue visto generalmente como el más probable sucesor de Juan XXIII, por su cercanía a él y a Pío XII, y por su experiencia pastoral y administrativa. Juan XXIII, un recién llegado al Vaticano a los 77 años, se sintió muchas veces desbordado por la profesional Curia romana, en cambio Montini sabía mucho sobre su funcionamiento interno. A diferencia de los cardenales «papables» de Bolonia y Génova, Montini no se identificaba ni con la izquierda ni con la derecha, ni fue visto como un reformista radical. Además era visto como el más probable continuador del Concilio Vaticano II, ya que, sin resultados tangibles, había durado más de lo previsto por el papa Juan, que tuvo una visión, pero no una agenda clara. Su retórica tenía una confianza en el progreso característica de los años sesenta.
Cuando Juan XXIII murió de cáncer de estómago, el 3 de junio de 1963, Montini fue elegido para el papado en el cónclave siguiente y tomó el nombre de Pablo VI.
Según sus propias palabras, Montini sabía lo que venía. Escribió en su diario: «La posición es única. Me trae gran soledad. Yo era solitario antes, pero ahora mi soledad llega a ser completa e impresionante...». Pero no tenía miedo a la nueva soledad que se esperaba de él. Reconoció que sería inútil buscar ayuda fuera, o de confiar todo a los demás.
Pablo VI acabó con parte del esplendor externo y el ceremonial tradicional del papado. Fue el último papa hasta la fecha en ser coronado; su sucesor Juan Pablo I sustituirá la coronación pontificia (que Pablo VI ya había modificado sustancialmente, pero que dejó como obligatoria en 1975 en su Constitución Apostólica Romano Pontifici Eligendo), con una inauguración papal. Pablo VI donó su propia tiara, un regalo de la arquidiócesis de Milán, a la Basílica del Santuario Nacional de la Inmaculada Concepción en Washington D. C. (donde está en exhibición permanente en la cripta) como un regalo a los católicos estadounidenses. En 1968, con el motu proprio Pontificalis Domus, suspendió la mayor parte de las funciones ceremoniales de la antigua nobleza romana en la corte papal, con excepción de los «príncipes asistentes al trono papal». También abolió la Guardia Palatina y la Guardia Noble, dejando a la Guardia Suiza como el único cuerpo militar en la Ciudad del Vaticano.

### Desarrollo y finalización del Concilio Vaticano II

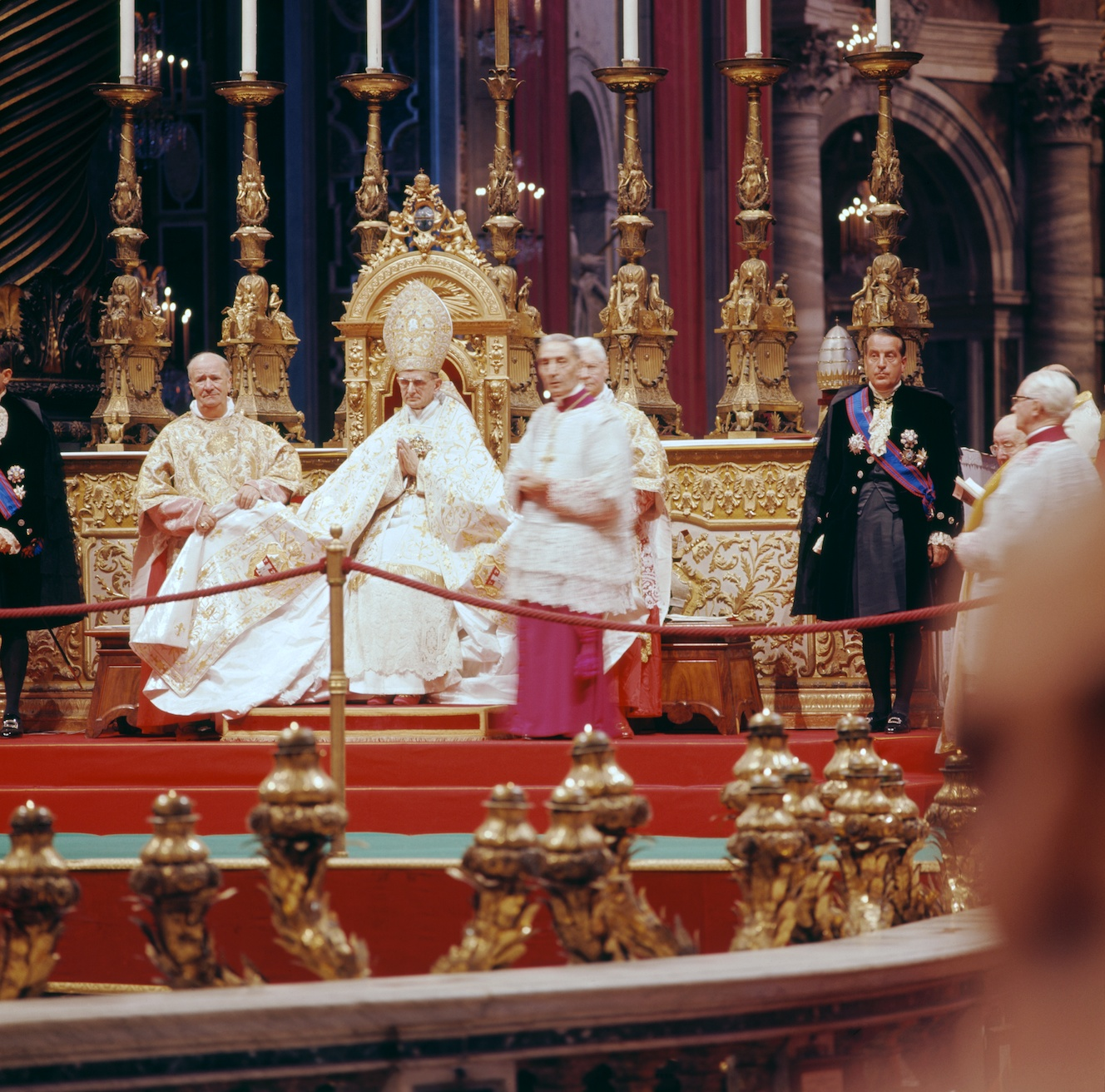
Pablo VI durante el Concilio Vaticano II, fotografiado por Lothar Wolleh.

Al momento de la muerte de Juan XXIII, acaecida el 3 de junio de 1963, apenas había transcurrido la primera de las etapas conciliares —que finalmente alcanzarían el número de cuatro—, sin haberse promulgado ningún documento. Pablo VI decidió continuar el Concilio Vaticano II (el derecho canónico establece que un concilio se suspende luego de la muerte de un papa), enfatizando sus propósitos básicos y guiándolo a través de las tres etapas conciliares siguientes hasta su final. Pablo VI abrió la segunda sesión el 29 de septiembre de 1963, como así también las siguientes sesiones, y tuvo a su cargo el inicio de la aplicación de sus decretos a partir del 7 de diciembre de 1965, cuando concluyó la cuarta y última sesión conciliar. Su pontificado, por tanto, estuvo marcado por la concreción del espíritu del Concilio en la renovación y modernización de la Iglesia católica y de sus enseñanzas. Frente a las interpretaciones en conflicto y las controversias, dirigió la puesta en práctica de sus objetivos de reforma, que incluía la mayor revisión a la misa jamás hecha, y la primera revisión importante desde el Concilio de Trento, que tuvo lugar 400 años antes del Concilio Vaticano II.

#### Prioridades del Concilio para Pablo VI
En su discurso de reapertura del Concilio Vaticano II el 29 de septiembre de 1963, Pablo VI señaló cuatro prioridades:
- Una mejor comprensión de la Iglesia católica, es decir, una definición más completa de su naturaleza y del papel del obispo;
- La renovación de la Iglesia;
- La restauración de la unidad de los cristianos;
- El comienzo del diálogo con el mundo contemporáneo.[55][32]

Recordó a los padres conciliares que solo unos pocos años antes, el papa Pío XII había publicado la encíclica Mystici Corporis Christi, sobre el cuerpo místico de Cristo. Él les pidió que no se repitiera o crearan nuevas definiciones dogmáticas. Agradeció a los representantes de otras comunidades cristianas su asistencia y les pidió su perdón si es que la Iglesia católica era la responsable de las separaciones. También recordó a los padres conciliares que muchos obispos del este no habían podido asistir ya que los gobiernos comunistas no permitían sus viajes.
El Concilio debatió sobre los textos de la Iglesia, sobre el ecumenismo y la liturgia. Pablo VI afirmó a los padres reunidos que tenía la intención de visitar Tierra Santa, donde ningún otro papa había estado desde san Pedro.

#### Orientación ecuménica
Durante el Concilio Vaticano II, los padres conciliares evitaban realizar declaraciones que pudieran herir a cristianos de otras confesiones.
El cardenal Augustin Bea, presidente del Secretariado para la Promoción de la Unidad de los Cristianos —una comisión preparatoria al Concilio, creada por el papa Juan XXIII, que más tarde recibiría el nombre de Consejo Pontificio para la Unidad de los Cristianos—, había contado siempre con el pleno apoyo de Pablo VI en su intento de garantizar que el texto del Concilio fuera amistoso y abierto a la sensibilidad de las iglesias protestantes y ortodoxas, a quienes había invitado a todas las sesiones a petición del papa Juan XXIII. Bea también participó activamente en la confección del documento Nostra aetate, que regulaba la relación de la Iglesia católica con el judaísmo y con los creyentes de otras religiones, y que finalmente fue aprobado por 2221 votos contra 88, el 28 de octubre de 1965.

#### Diálogo con el mundo

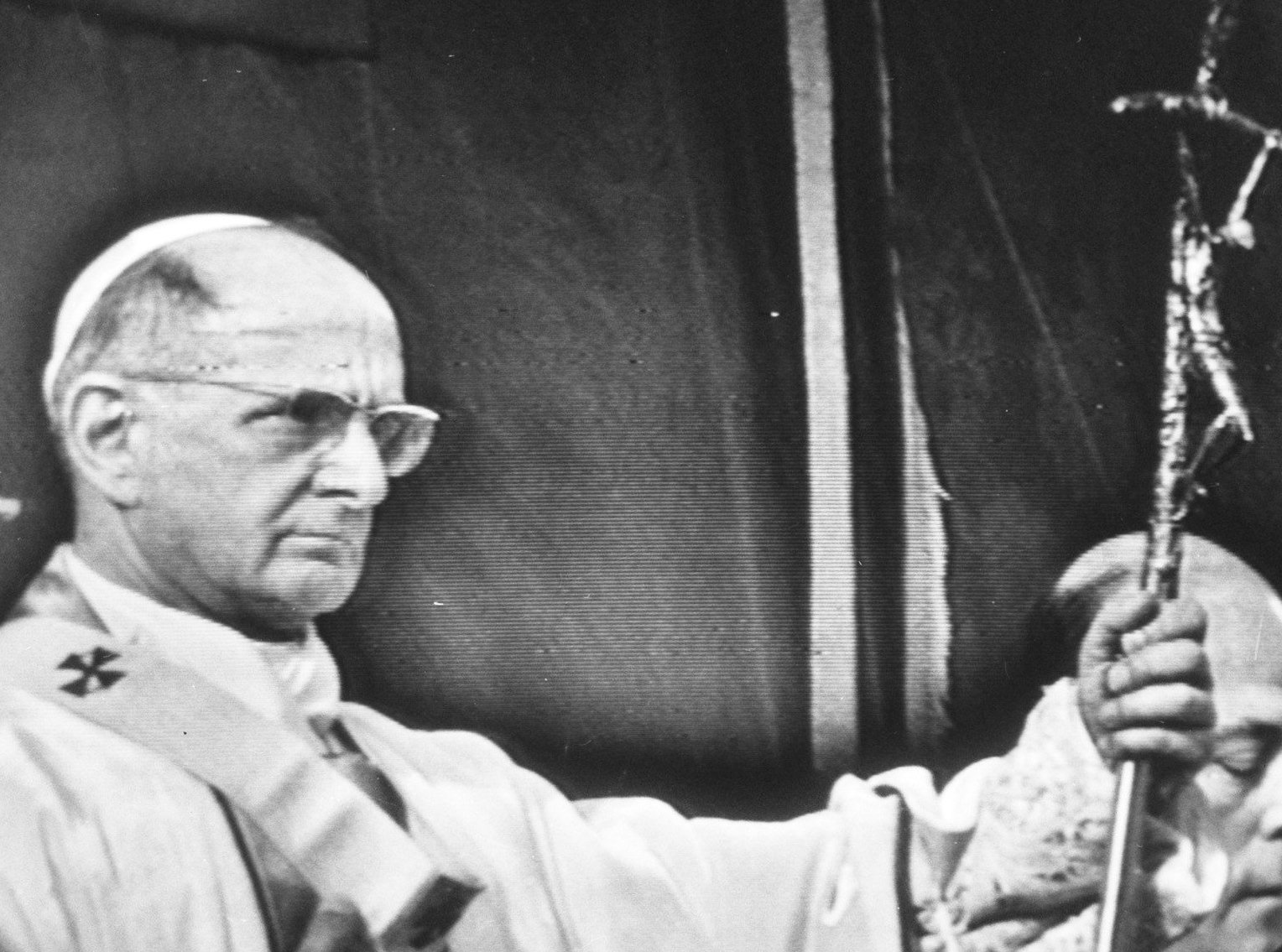
Pablo VI durante la misa de clausura del Concilio Vaticano II, celebrada el 8 de diciembre de 1965.

Después de su elección como papa, Pablo VI se reunió primero con los sacerdotes de su nueva diócesis. Les dijo que en Milán había comenzado un diálogo con el mundo moderno y les pidió que buscaran el contacto con todas las personas de todos los sectores sociales. Seis días después de su elección anunció que continuaría el Concilio Vaticano II y convocó a su reapertura para el 29 de septiembre de 1963. En su discurso radial de reapertura, Pablo VI recordó la singularidad de sus predecesores, la fuerza de Pío XI, la sabiduría e inteligencia de Pío XII y el amor de Juan XXIII. Como sus «metas pontificias» se encontraban la continuación y finalización del Concilio Vaticano II, la reforma al derecho canónico, y la búsqueda de la paz social y la justicia en el mundo. La unidad del cristianismo sería fundamental para sus actividades.

#### Últimas sesiones del Concilio
Pablo VI abrió la tercera sesión del Concilio el 14 de septiembre de 1964, diciendo a los padres conciliares, que él veía el texto sobre la Iglesia como el documento más importante para finalizar el Concilio. A medida que el Concilio había debatido el papel de los obispos en el papado, Pablo VI emitió una nota explicativa que confirmaba la primacía del papado, un paso que fue visto por algunos como una intromisión en los asuntos del Concilio de los obispos.
Los estadounidenses presionaron para lograr una pronta resolución sobre la libertad religiosa, pero Pablo VI insistió en que esto sería aprobado junto con otros textos relacionados, tales como el ecumenismo. El papa finalizó el tercer período de sesiones el 21 de noviembre de 1964, con el pronunciamiento oficial de María como «madre de la Iglesia».
Entre las sesiones tercera y cuarta, el papa anunció reformas en los ámbitos de la Curia Romana, la revisión del derecho canónico, la reglamentación para los matrimonios mixtos con participantes de varios credos, y las cuestiones del control de la natalidad. La última y final sesión del Concilio, fue concelebrada con los obispos de países donde la Iglesia era perseguida. Varios textos propuestos para su aprobación debieron ser cambiados, siendo finalmente todos aprobados. El Concilio concluyó el 8 de diciembre de 1965, en la fiesta de la Inmaculada Concepción.

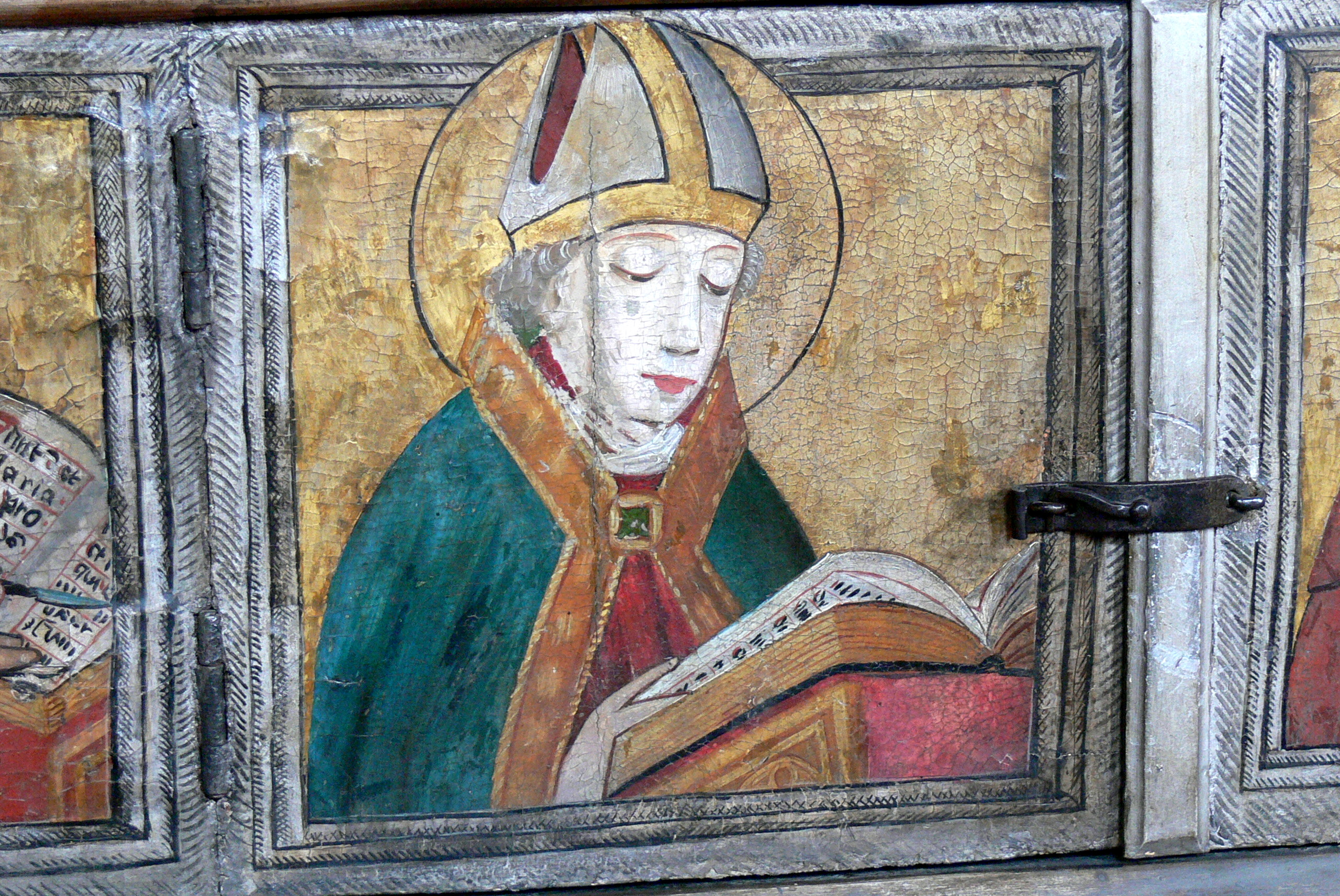
Siguiendo a su primer predecesor, Ambrosio de Milán, Pablo VI declaró a María como madre de la Iglesia.

### Reformas en la Iglesia

#### Sínodo de obispos
El 14 de septiembre de 1965 se estableció el Sínodo de los obispos como institución permanente de la Iglesia y órgano asesor del papado. Múltiples reuniones se celebrarían sobre cuestiones específicas durante su pontificado, como el Sínodo de los obispos sobre la evangelización en el mundo moderno, que comenzó el 9 de septiembre de 1974.

#### Reformas en la Curia
Pablo VI conocía bien la Curia, ya que había trabajado en ella durante más de treinta años (desde 1922 hasta 1954). Puso en práctica sus reformas por etapas, en lugar de hacerlas de una sola vez. El 1 de marzo de 1968, emitió un reglamento, un proceso que había sido iniciada por Pío XII y continuado por Juan XXIII. El 28 de marzo, con su Pontificalis domus, y en otras varias constituciones apostólicas adicionales en los siguientes años, se renovó toda la Curia, que incluía la reducción de la burocracia, la racionalización de las congregaciones existentes y una representación más amplia de los no italianos.

#### Elecciones papales
Pablo VI revolucionó las elecciones papales, ordenando que solo los cardenales de edad inferior a 80 años podrían participar en futuros cónclaves. En su motu proprio Ecclesiae sanctae, del 6 de agosto de 1966, se invitó a todos los obispos a presentar su jubilación a más tardar al cumplir los 75 años. Este requisito se hizo extensivo a todos los cardenales en 1970. Con estas dos estipulaciones, el papa podía ocupar los cargos con jóvenes obispos y cardenales, e internacionalizar el Colegio cardenalicio y la Curia romana, a la luz de varias renuncias debido a la avanzada edad.

#### Misa de Pablo VI
La reforma de la liturgia había sido parte de los movimientos litúrgicos en el siglo XX, principalmente en Francia, con Robert Schuman, y en Alemania, con Romano Guardini, que fueron reconocidos oficialmente por Pío XII en su encíclica Mediator Dei. Durante el pontificado de Pío XII, el Vaticano flexibilizó las regulaciones sobre el uso del latín en la liturgia, lo que permitió un cierto uso de las lenguas vernáculas en los bautizos, funerales y otros eventos. En 1951 y 1955, las liturgias de Semana Santa fueron sometidas a revisión, sobre todo incluyendo la reintroducción del Triduo Pascual.
El Concilio Vaticano II continuó con el mandato de una revisión general del Misal Romano. En abril de 1969, Pablo VI aprobó el «nuevo orden de la misa» (promulgado en 1970), que incluía muchas revisiones y cambios sustanciales, como la introducción de tres nuevas plegarias eucarísticas, la supresión de las oraciones de larga duración, tales como las oraciones al pie del altar y el último Evangelio, la reintroducción de las oraciones que habían caído en desuso, como la Oración de los Fieles, y la aprobación para el uso de las lenguas vernáculas. Hubo otras instrucciones emitidas por el papa en 1964, 1967, 1968, 1969 y 1970 que se centraron en la reforma de todas las liturgias de la Iglesia católica.
Estas reformas sustanciales no fueron bien recibidas por todos y en todos los países. La repentina y aparente «prohibición» de la misa tridentina, rezada durante 400 años, cuya última revisión se había promulgado en 1962 por Juan XXIII, no se explicaba bien. La experimentación con la nueva misa (como el uso de la música pop/folk en comparación con el canto gregoriano por el que abogaba el papa Pío X), junto con los cambios recurrentes en el orden de los santuarios, fue visto por algunos como vandalismo.

#### Reformas en las órdenes menores
Tras el Concilio Vaticano II, el 15 de agosto de 1972 Pablo VI firmaba la Carta en forma de motu proprio «Ministeria quaedam», por la cual suprimía las llamadas «Órdenes menores» y se transformaban en ministerios laicales.

#### Reorganización del Santo Oficio
El 7 de diciembre de 1965, Pablo VI redefinió las competencias y la estructura de la congregación. Además, cambió su denominación a Sagrada Congregación para la Doctrina de la Fe, respondiendo a numerosas quejas sobre los métodos utilizados por la Inquisición para el examen de las doctrinas y dando prioridad a la naturaleza positiva de la corrección de errores sobre la base de que «la fe se defiende mejor con la promoción de la doctrina». En este sentido, fue abolido el Índice de libros prohibidos, cuya última edición fue publicada en 1948 bajo Pío XII. 
Hasta 1968 el prefecto de la Congregación era el papa quien, sin embargo, rara vez ejercía esta función, delegando esa tarea a un cardenal, con el título de secretario. Desde esa fecha, el título de prefecto es ejercido por un cardenal u obispo a la cabeza del departamento. La secretaría es la segunda posición más alta en el orden de importancia de la Congregación.

### Relaciones y diálogos
Para Pablo VI, un diálogo con toda la humanidad no era esencial como un objetivo, sino como un medio para encontrar la verdad. El «diálogo» según Pablo VI, se basa en la plena igualdad de todos los participantes. Esta igualdad se basa en la búsqueda común de la verdad.
Pablo VI dijo referente a esto:

Aquellos que tienen la verdad, están en una posición de no tenerlo, porque se ven obligados a buscar todos los días de una manera más profunda y más perfecta. Los que no la tienen, pero buscan con todo su corazón, ya la han encontrado.

#### Diálogos
En 1964, Pablo VI creó la Secretaría para las religiones no cristianas, rebautizándola luego como Consejo Pontificio para el Diálogo Interreligioso. En 1971, creó una oficina papal para el desarrollo económico y la asistencia catastrófica. Para fomentar lazos comunes con todas las personas de buena voluntad, decretó un día de paz anual que se celebraría el primer día de cada año de enero. Tratando de mejorar la condición de los cristianos detrás de la Telón de Acero, Pablo VI participó en un diálogo con las autoridades comunistas varias veces, recibiendo al ministro de Asuntos Exteriores Andrei Gromyko y al presidente de la Unión Soviética Nikolai Podgorny. La situación de la Iglesia en Polonia, Hungría y Rumania mejoró considerablemente durante su pontificado.

#### Actividad pastoral con los artistas
El Concilio Vaticano II introdujo un cambio de actitud en la relación entre la Iglesia católica y los artistas contemporáneos. El 7 de mayo de 1964, Pablo VI convocó una misa con artistas en la Capilla Sixtina. En su discurso final, subrayó la íntima vinculación entre arte y religión, y ofreció a los artistas una alianza de amistad. Este evento supuso un gran cambio pastoral en el diálogo contemporáneo entre los artistas y la Iglesia.

#### Viajes por el mundo

Mapa de los viajes de Pablo VI.

Pablo VI se convirtió en el primer papa en visitar los cinco continentes, y fue el más viajero de la historia hasta ese momento, ganándose el apodo del «papa peregrino», título que sus sucesores dejaron desfasado. Con sus diez viajes por el mundo, abrió nuevas vías para el papado, que fueron continuadas por sus sucesores, Juan Pablo II, Benedicto XVI y Francisco. En 1964 viajó a Tierra Santa, donde se reunió con el Patriarca de Constantinopla Atenágoras I, logrando en 1965 la revocación de los decretos de excomunión mutua lanzados en 1054 y que habían dado lugar al Cisma de Oriente y Occidente.

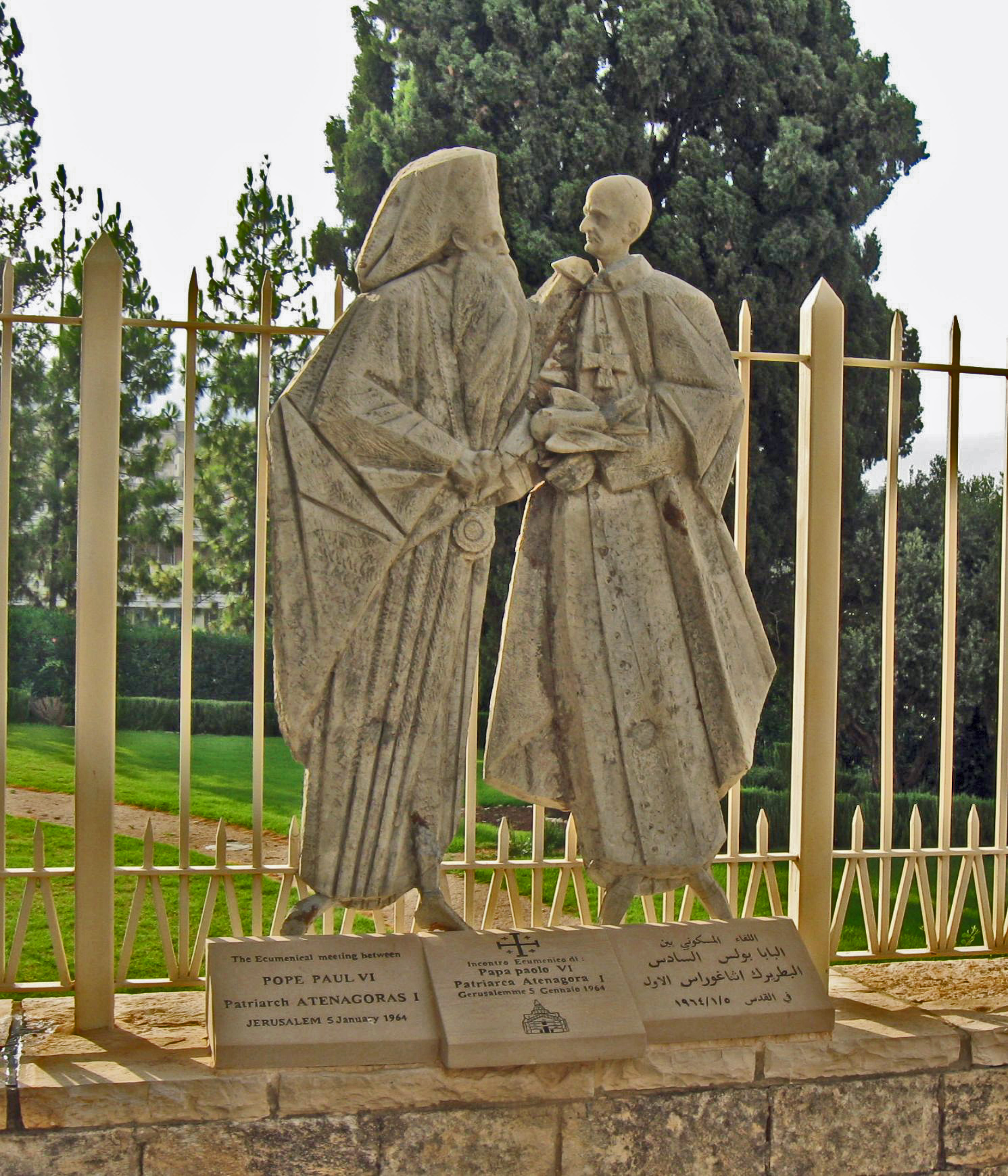
Estatua conmemorativa de la reunión entre Pablo VI y Atenágoras I en Jerusalén.

Entre sus otros viajes se cuentan aquellos a India en 1964 —para el XXXVIII Congreso Eucarístico Internacional (Bombay, 12-15 de noviembre)— y a Colombia en 1968 —para el XXXIX Congreso Eucarístico Internacional (Bogotá, 18-25 de agosto) y la II Conferencia General del Episcopado Latinoamericano (Medellín, 24 de agosto-6 de septiembre)—. Cincuenta años después de la primera aparición, viajó a Fátima en 1967. En 1969, realizó un viaje apostólico a África. El 27 de noviembre de 1970, durante su viaje a Filipinas, fue el blanco de un intento de asesinato.
En octubre de 1965 ―durante su primera visita papal a Estados Unidos― abogó por la paz ante las Naciones Unidas, debido principalmente a la intensificación de la guerra de Vietman durante la presidencia de Lyndon B. Johnson:

Nuestra breve visita nos ha dado un gran honor; el de proclamar al mundo entero, desde la Sede de las Naciones Unidas, «¡paz!». Nunca olvidaré esta hora extraordinaria. Tampoco podemos llevar a un término más apropiado que el expresar el deseo de que esta sede central de las relaciones humanas para la paz civil del mundo, sea siempre consciente y digna de este gran privilegio.

No más guerra, nunca más guerra. Paz, es la paz que deben guiar los destinos del pueblo y de toda la humanidad.

Pablo VI envió uno de los 73 «mensajes de buena voluntad» del Apolo 11 de la NASA para el histórico aterrizaje lunar. El mensaje todavía descansa en la superficie lunar. Tiene escritos el Salmo 8 y el mensaje del papa: «A la gloria del nombre de Dios, que da tanto poder a los hombres, que ardientemente ora por este maravilloso comienzo».

#### Nueva diplomacia
Al igual que Pío XII, Pablo VI puso mucho énfasis en el diálogo con todas las naciones del mundo mediante el establecimiento de relaciones diplomáticas. El número de embajadas extranjeras acreditadas ante la Santa Sede se duplicó durante su pontificado. Esto fue un reflejo de un nuevo entendimiento entre la Iglesia y el Estado, que había sido formulado por primera vez por Pío XI y Pío XII y decretado luego por el Concilio Vaticano II. La constitución pastoral Gaudium et spes afirma que la Iglesia católica no está ligada a ninguna forma de gobierno. La Iglesia mantuvo su derecho de elegir obispos por su cuenta sin ninguna interferencia por parte del Estado.

### Teología

#### Mariología

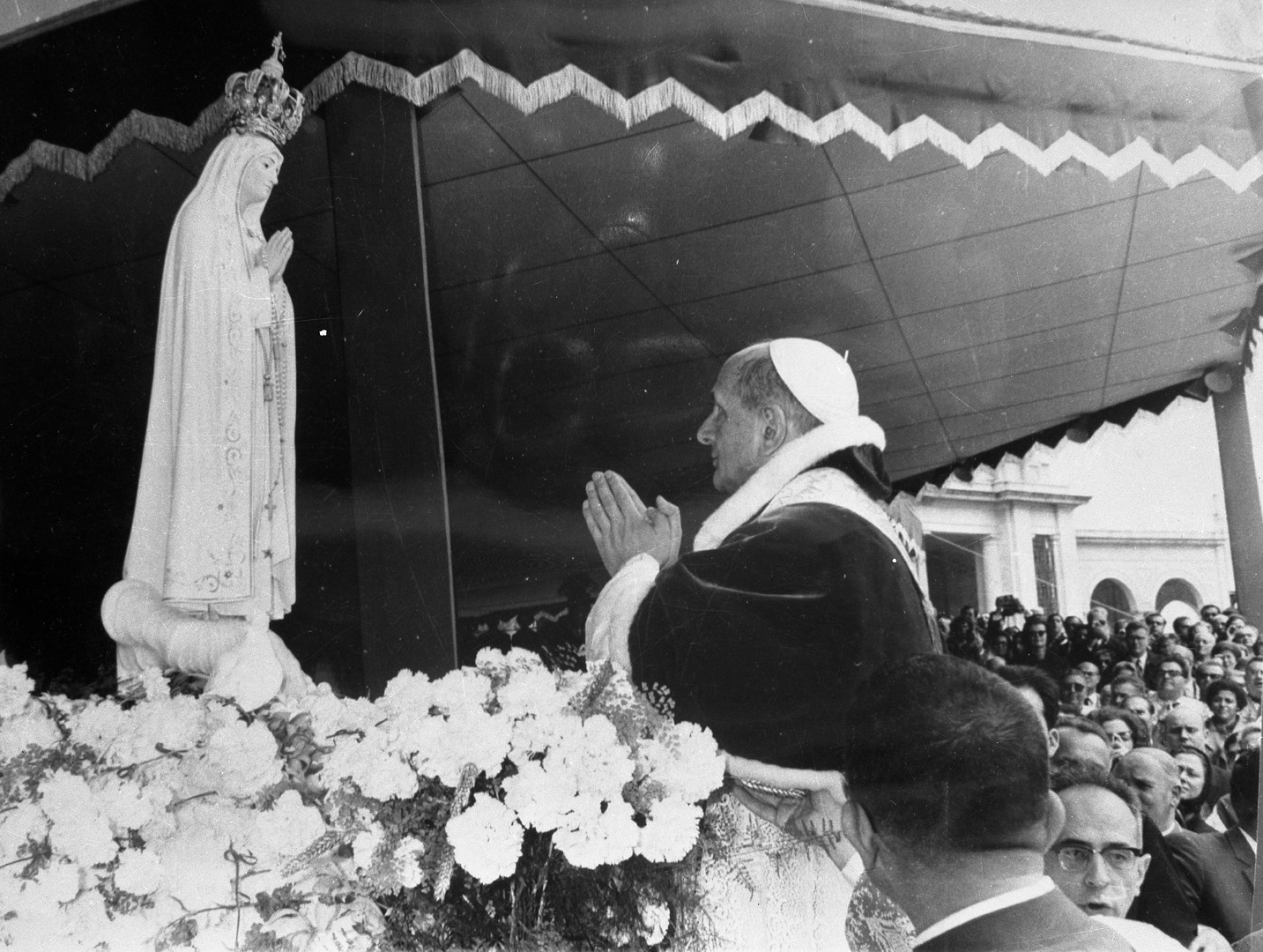
Pablo VI durante su visita al Santuario de Fátima en 1967.

Pablo VI hizo importantes contribuciones a la mariología durante su pontificado. Trató de presentar las enseñanzas marianas de la Iglesia en vista de su nueva orientación ecuménica. En el discurso inaugural de su encíclica Ecclesiam suam, el papa llamó a María como el ideal de la perfección cristiana. Él se refiere a «la devoción a la Madre de Dios como de suma importancia en la vida viviente del Evangelio». El papa Francisco destacó que a este Pontífice el pueblo cristiano le estará siempre agradecido por la Exhortación apostólica Marialis cultus y por haber proclamado a María «Madre de la Iglesia», con ocasión de la clausura de la tercera sesión del Concilio Vaticano II.

#### Encíclicas

##### Mense Maio
La encíclica Mense maio del 29 de abril de 1965, se centró en la Virgen María, a la que tradicionalmente el mes de mayo se le dedica como la Madre de Dios. Pablo VI escribió que 'María es razón para ser considerada como el camino por el cual las personas van a Cristo. Por lo tanto, la persona que se encuentra con María no puede dejar de encontrarse con Cristo'.

##### Ecclesiam suam
La encíclica Ecclesiam suam fue dada a conocer en la Basílica de San Pedro, el 6 de agosto de 1964, durante su segundo año en el pontificado. Se considera un documento importante, y versa sobre la identificación de la Iglesia Católica con el Cuerpo de Cristo.

##### Mysterium Fidei
El 3 de septiembre de 1965, Pablo VI publicó Mysterium fidei, sobre el misterio de la fe. Se opuso a las nociones relativistas que le han dado a la eucaristía solo un carácter simbólico. La Iglesia, según Pablo VI, no tiene motivos para abandonar el depósito de la fe en un asunto tan vital.

##### Sacerdotalis Caelibatus
La encíclica Sacerdotalis celibatus (‘Celibato sacerdotal’ en latín), fue promulgada el 24 de junio de 1967. Defiende la tradición católica del celibato sacerdotal. Esta encíclica fue escrita a raíz del Concilio Vaticano II, cuando la Iglesia Católica fue cuestionada y muchas de las prácticas antiguas fueron sometidas a revisión. El celibato sacerdotal se considera una disciplina en lugar de un dogma, y algunos esperaban que esta podría ser relajada. En respuesta a estas preguntas, el papa reafirma la disciplina como una práctica de especial importancia en la Iglesia Católica. La encíclica Sacerdotalis caelibatus confirma la tradicional enseñanza de la Iglesia, que el celibato es un estado ideal y sigue siendo obligatorio para los sacerdotes católicos. El celibato simboliza la realidad del reino de Dios en medio de la sociedad moderna. El celibato sacerdotal está estrechamente relacionado con el sacerdocio sacramental.

##### Populorum progressio
Populorum progressio, publicada el 26 de marzo de 1967, trató el tema del «desarrollo de los pueblos» y que la economía del mundo debía servir a la humanidad y no solo a unos pocos. Toca una variedad de principios tradicionales de la enseñanza social católica: el derecho a un salario justo, el derecho a la seguridad del empleo, el derecho a condiciones de trabajo justas y razonables, el derecho a afiliarse a un sindicato y la huelga como último recurso, y el destino universal de los bienes y mercancías.
Además, la Populorum progressio opina que la paz real en el mundo está condicionada a la justicia. Repite sus demandas expresadas en Bombay en 1964 para una gran escala sobre una Organización Mundial para el Desarrollo, como una cuestión de justicia y paz internacionales. Rechazó las nociones de instigar revoluciones y uso de la fuerza para cambiar las condiciones económicas.

##### Humanae vitae

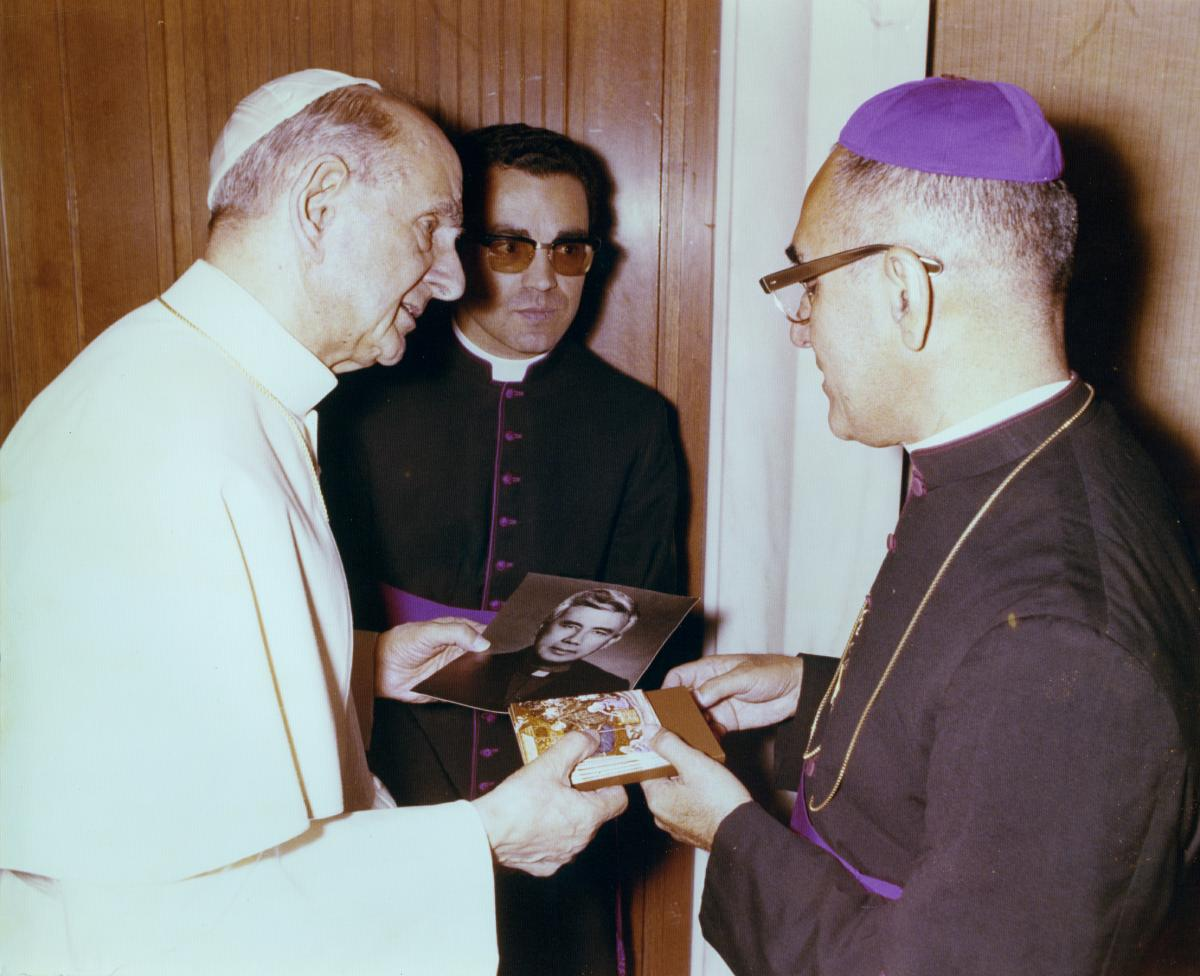
Pablo VI en una reunión con el arzobispo de San Salvador, Óscar Romero. La foto fue tomada en junio de 1978, seis semanas antes del fallecimiento del papa.

De sus ocho encíclicas, la más conocida es la Humanae vitae, publicada el 25 de julio de 1968. En esta encíclica se reafirmó el punto de vista tradicional de la Iglesia católica sobre el matrimonio y las relaciones conyugales y la condena permanente del control de la natalidad artificial. Hubo dos comisiones papales y numerosos expertos independientes que investigaron los últimos avances de la ciencia y la medicina sobre la cuestión del control de la natalidad. Las opiniones expresadas de Pablo VI reflejan las enseñanzas de sus predecesores, sobre todo de Pío XI, Pío XII y Juan XXIII, y que nunca han cambiado, ya que en repetidas ocasiones se indicaba aquello en los primeros años de su pontificado.
Para el papa, las relaciones conyugales cristianas son mucho más que una unión de dos personas. Constituyen una unión de la pareja amorosa con un Dios amoroso, en el que las dos personas crean una nueva persona materialmente, mientras que Dios completa la creación mediante la adición del alma. Por esta razón, Pablo VI enseña en la primera frase de la encíclica Humanae vitae, que la transmisión de la vida humana es un papel más serio en el que las personas casadas colaboran libre y responsablemente con el Dios Creador. Esta alianza divina, de acuerdo con Pablo VI, no permite decisiones humanas arbitrarias, que pueden limitar la providencia divina. El papa no pinta un cuadro excesivamente romántico del matrimonio: las relaciones conyugales son un motivo de gran alegría, pero también de dificultades y penas. La cuestión de la procreación humana supera, a juicio de Pablo VI, las disciplinas específicas como la biología, la psicología, la demografía o la sociología. La razón de esto, según Pablo VI, es que el amor conyugal tiene su origen en Dios, que «es amor». Desde esta dignidad básica, define su posición:

El amor es total, esa singular forma de amistad personal en la que marido y mujer comparten generosamente todo, sin permitir excepciones no-razonables y no pensando únicamente en su propia conveniencia. Quién realmente ama a su pareja, ama no sólo por lo que recibe, sino porque ama a la pareja, por el propio bien de esta, para poder enriquecer al otro con el don de sí mismo.

### Consistorios

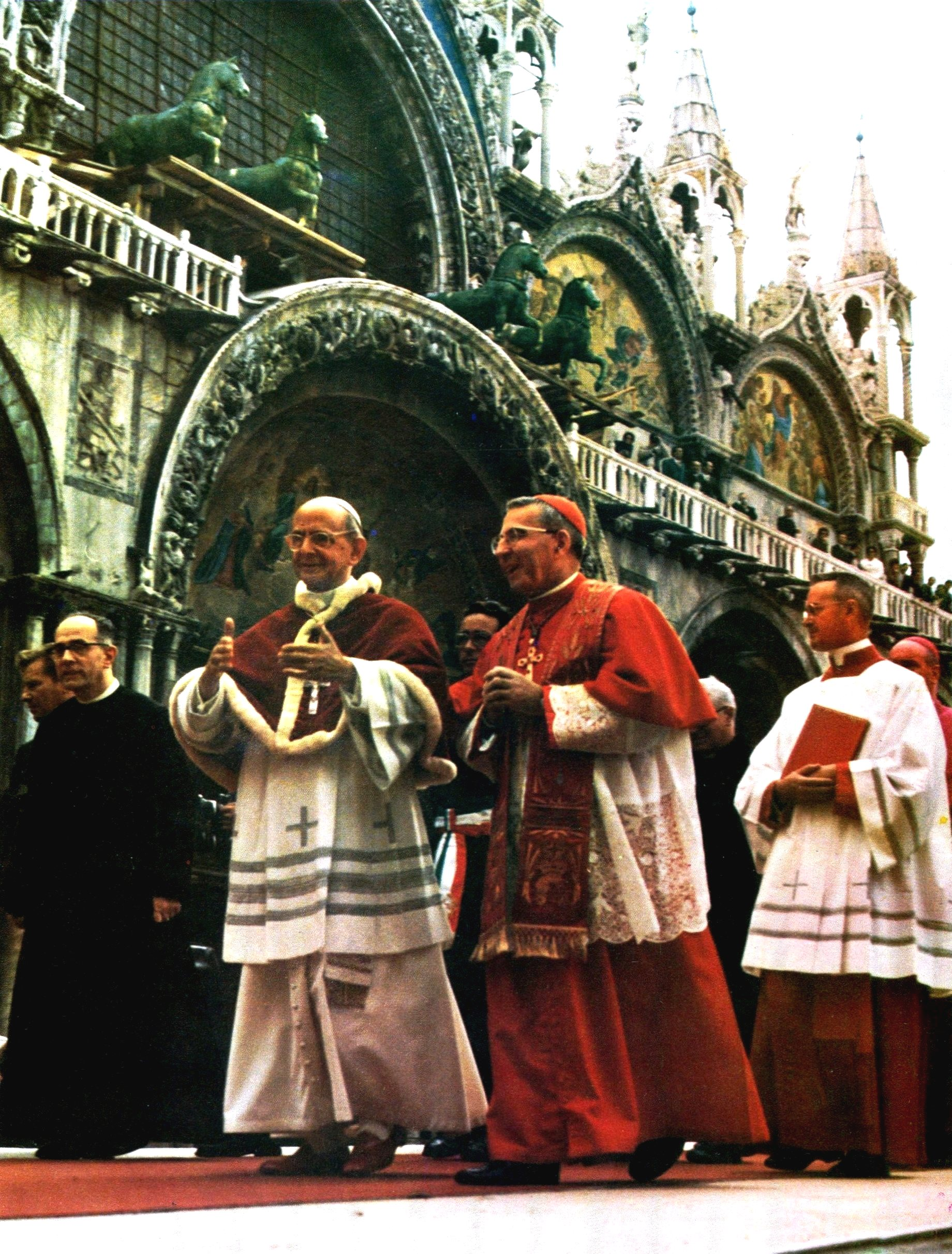
Pablo VI junto a Albino Luciani, patriarca de Venecia y sucesor a su muerte.

Pablo VI celebró seis consistorios entre 1965 y 1977, en los cuales se crearon 143 cardenales. Se llevaron a cabo el 22 de febrero de 1965 (27 cardenales), el 26 de junio de 1967 (27 cardenales), el 28 de abril de 1969 (34 cardenales), el 5 de marzo de 1973 (30 cardenales), el 24 de mayo de 1976 (20 cardenales) y el 27 de junio de 1977 (4 cardenales).
Los sucesores de Pablo VI hasta el papa Benedicto XVI fueron creados cardenales por él. Su inmediato sucesor Albino Luciani, quien tomó el nombre de Juan Pablo I, fue creado cardenal en el consistorio del 5 de marzo de 1973; Karol Wojtyła fue creado cardenal en el consistorio del 26 de junio de 1967; y Joseph Ratzinger fue creado cardenal en el consistorio del 27 de junio de 1977, que incluía también a Bernardin Gantin de Benín, África. Este se convirtió en el último de los consistorios de Pablo VI antes de su muerte en agosto de 1978.
Con los seis consistorios, Pablo VI continuó la política de internacionalización iniciada por Pío XII en 1946, y continuada por Juan XXIII. En su consistorio de 1976, cinco de los veinte cardenales procedían de África, uno de ellos hijo de un jefe de una tribu que tenía cincuenta esposas. Varios prominentes latinoamericanos como Eduardo Francisco Pironio (de Argentina), que sería más tarde su confesor; Eugênio de Araújo Sales y Aloisio Lorscheider (de Brasil) fueron también nombrados por él. Hubo voces en ese momento acerca de que el período europeo de la Iglesia estaba llegando a su fin, una opinión compartida por el cardenal británico Basil Hume. Al mismo tiempo, los miembros del Colegio cardenalicio perdieron parte de sus influencias anteriores, después de que el papa decretara que no solo los cardenales, sino también los obispos podían participar en las comisiones de la Curia Romana. El límite de edad de 80 años impuesto por Pablo VI, cerca de un 100 % del número de cardenales, y la reforma a la vestimenta real de los «príncipes de la Iglesia» contribuyó a una percepción orientada al servicio de los cardenales en su pontificado.

## Últimos años y muerte

### Secuestro de Aldo Moro

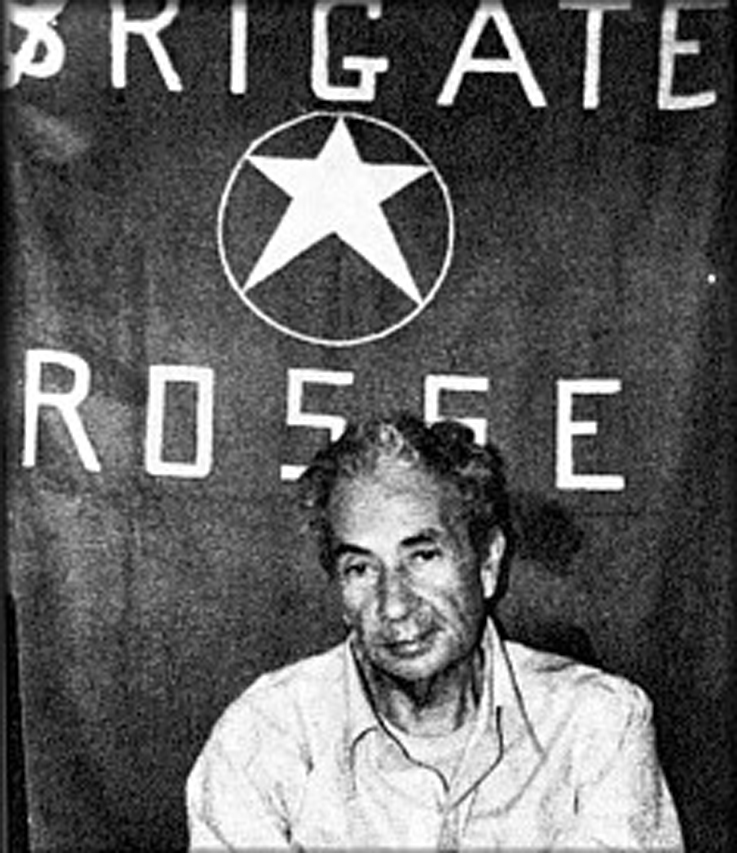
Fotografía de Aldo Moro durante su cautiverio.

El 16 de marzo de 1978, su amigo de juventud Aldo Moro, un político demócrata cristiano, fue secuestrado por las Brigadas Rojas, que mantuvieron al papa en vilo durante 55 días. El 20 de abril, Moro apeló directamente al papa para intervenir, de la misma manera que Pío XII lo había hecho en el caso del profesor Giuliano Vassalli. A sus ochenta años de edad, el papa escribió una carta a las Brigadas Rojas:

No tengo ningún mandato para hablar con ustedes, y no estoy sujeto a ningún interés privado en lo que respecta. Pero le quiero como a un miembro de la gran familia humana, como un amigo de la época de estudiante y ―por un título muy especial― como a un hermano en la fe y como un hijo de la Iglesia de Cristo. Hago un llamamiento que ustedes ciertamente no ignorarán;... de rodillas se lo ruego, liberen a Aldo Moro, simplemente, sin condiciones, no tanto por mi humilde y bien intencionada intercesión, sino debido a que comparto con ustedes la común dignidad de un hermano en la humanidad... Hombres de las Brigadas Rojas, me dejan, el intérprete de las voces de muchos de nuestros conciudadanos, la esperanza de que en sus sentimientos de corazón, que la humanidad triunfará. En la oración, y siempre amándolos, espero prueba de ello
Paulus PP VI.

Algunos integrantes del gobierno italiano acusaron al anciano papa de haber tratado muy amablemente a las Brigadas Rojas. Él continuó buscando formas de pagar el rescate de Moro pero fue en vano. El 9 de mayo, el cuerpo acribillado a balas del secuestrado fue encontrado en un coche en Roma. Visiblemente afectado y conmovido, el papa presidió su funeral en la basílica de San Juan de Letrán.

### Fallecimiento

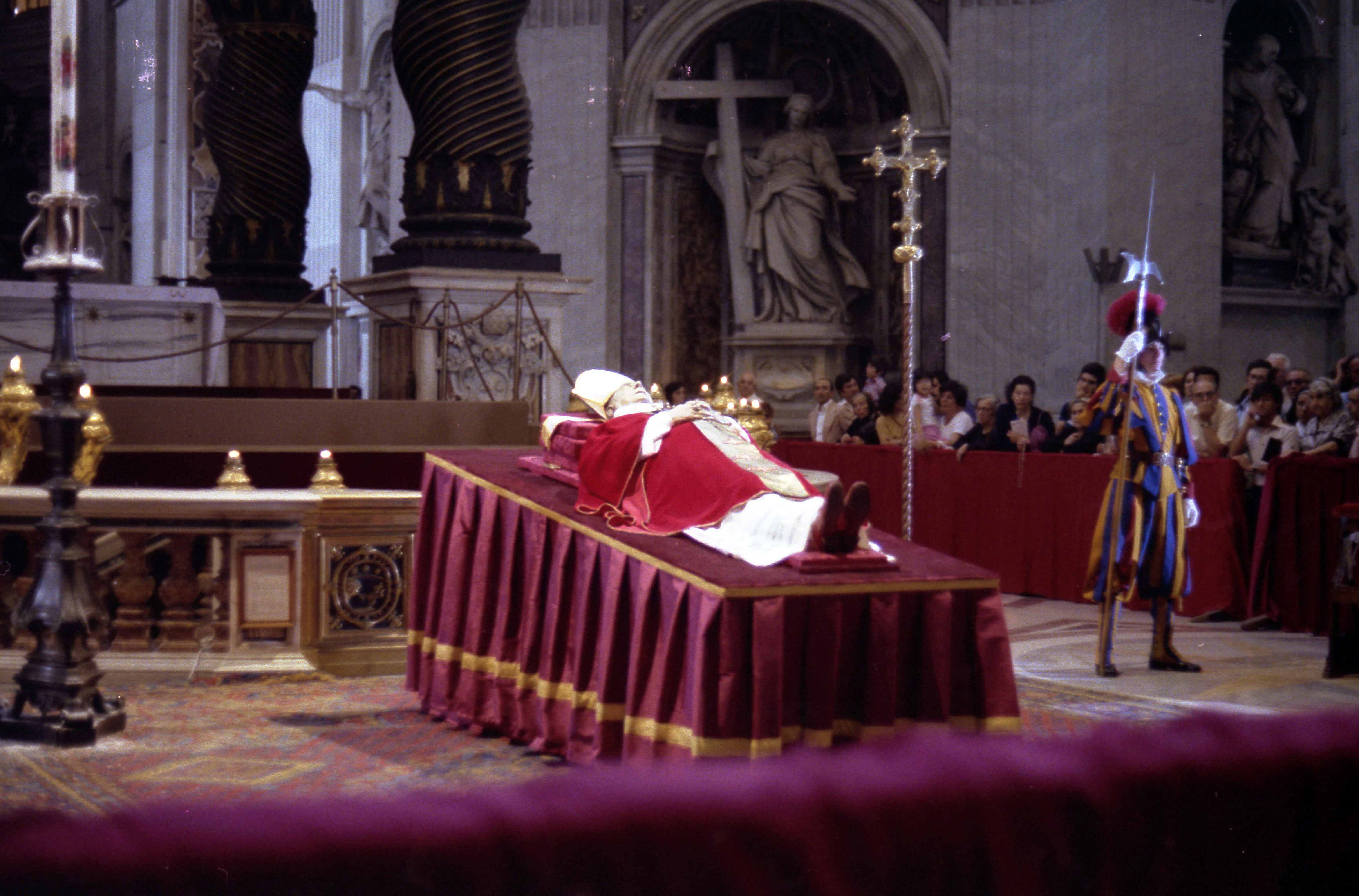
Capilla ardiente de Pablo VI instalada en la basílica de San Pedro, en agosto de 1978.

Pablo VI dejó la Ciudad del Vaticano, el 14 de julio de 1978, para ir a la residencia papal de Castel Gandolfo, visitando en su camino la tumba del cardenal Giuseppe Pizzardo, que lo había hecho ingresar en la Santa Sede medio siglo antes. Aunque se encontraba enfermo, estuvo de acuerdo en reunirse con el nuevo presidente italiano Sandro Pertini durante más de dos horas. Por la noche vio una película del Oeste en televisión, feliz solo cuando vio «los caballos, los animales más hermosos que Dios ha creado».
Tenía problemas respiratorios y necesitaba oxígeno. Al día siguiente, domingo, en la Fiesta de la Transfiguración, se encontraba cansado, pero quería rezar el Ángelus. No fue capaz, ni pudo permitirse hacerlo, y se mantuvo en cama, aumentando su fiebre.
Desde su cama, participó en la misa del domingo a las 6 de la tarde, comulgando. Después de ello, el papa sufrió un infarto agudo de miocardio, después de lo cual continuó luchando por su vida durante tres horas. El 6 de agosto de 1978, a las 21:41, Pablo VI murió en Castel Gandolfo.
A su muerte, se dispuso un funeral austero y sencillo, hecho que se vio patente en el ataúd del papa, que era de madera y sin adornos ni decoraciones. Sobre este, durante las exequias, se colocó un libro de los Evangelios.

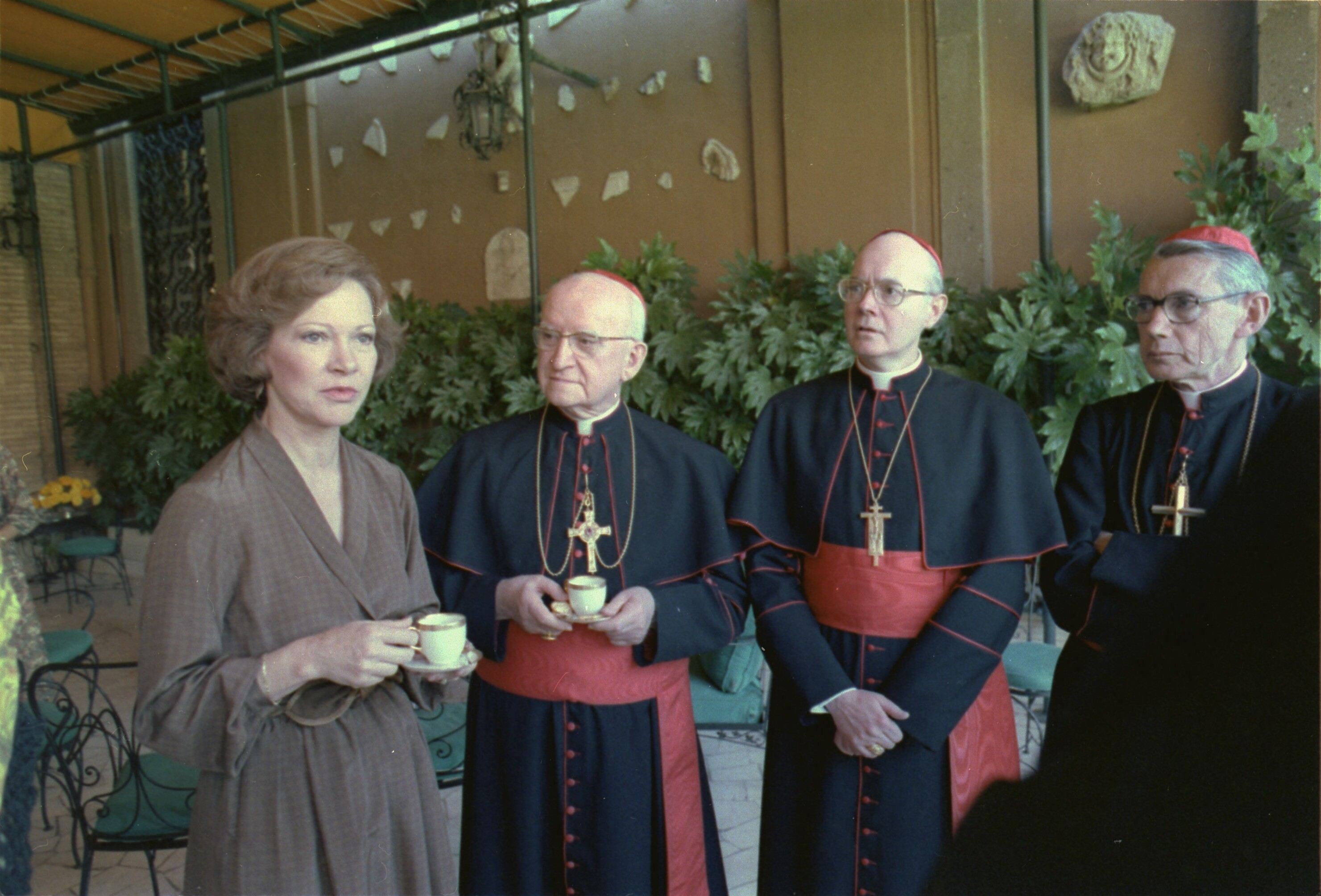
Rosalynn Carter junto a los cardenales estadounidenses John Carberry, William Wakefield Baum y Timothy Manning en delegación oficial para las exequias de Pablo VI.

Fue enterrado bajo el suelo de la basílica de San Pedro. En su testamento, pidió ser enterrado en «tierra verdadera» y por lo tanto, no tiene un sepulcro, solo una tumba en el suelo.

## Beatificación y canonización

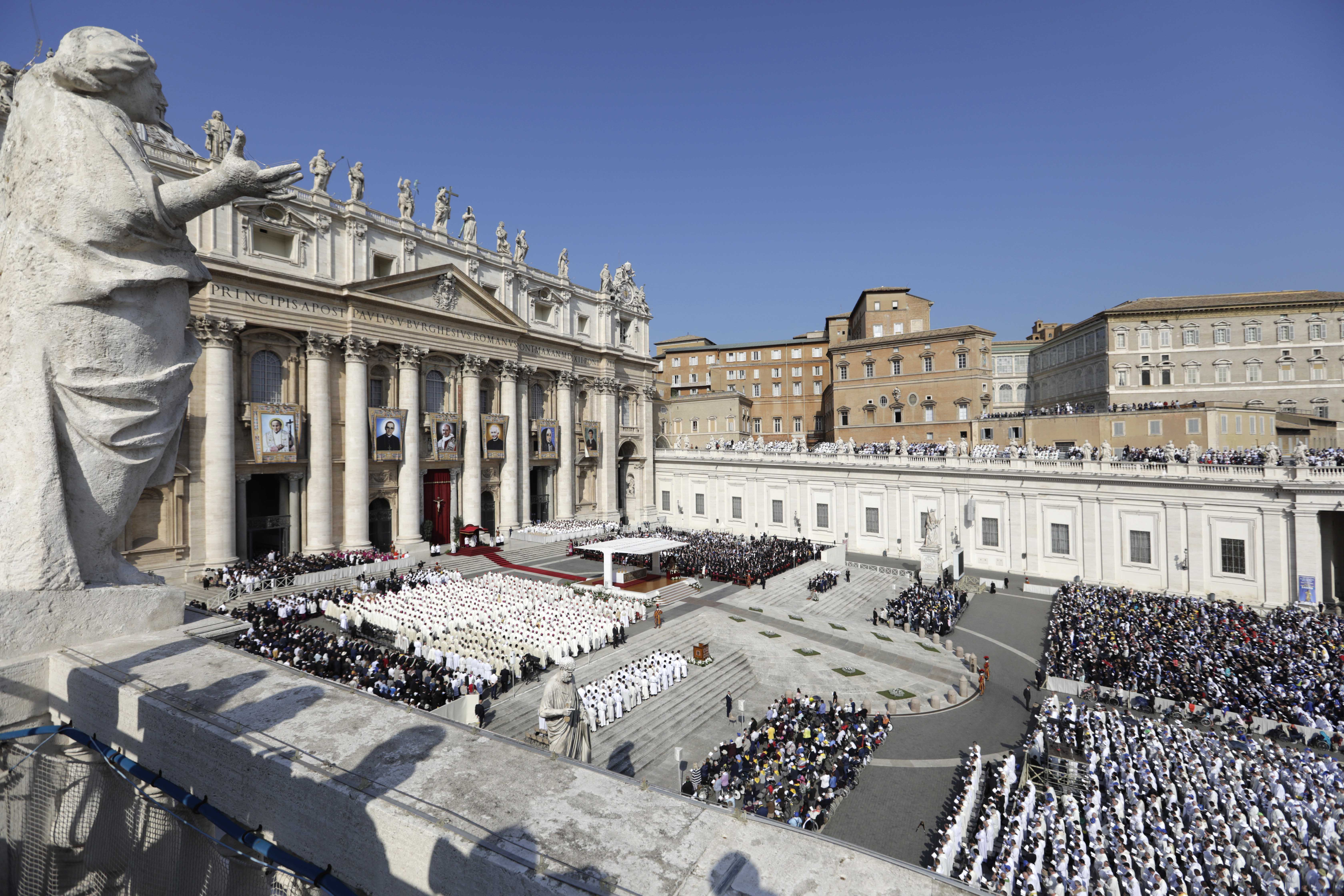
Canonización de Pablo VI en la plaza de San Pedro, 14 de octubre de 2018.

El proceso diocesano de beatificación de Pablo VI comenzó el 11 de mayo de 1993, cuando el papa Juan Pablo II le declaró siervo de Dios, que es el primero de los cuatro pasos hacia la posible canonización. Como un ulterior paso en su proceso de beatificación, el 20 de diciembre de 2012 fue publicado, tras la aprobación de Benedicto XVI, un decreto de la Congregación para las Causas de los Santos, en el que se reconocían sus virtudes heroicas.
El 10 de mayo de 2014 el papa Francisco aprobó su beatificación, que tuvo lugar el 19 de octubre del mismo año como parte del cierre del Sínodo extraordinario de obispos sobre la familia, en una multitudinaria ceremonia en la plaza de San Pedro en la que se destacó su labor evangelizadora y su papel como timonel de la Iglesia, especialmente durante el Concilio Vaticano II y los años siguientes. A la ceremonia también asistió el entonces papa emérito Benedicto XVI, y los cardenales Paulo Evaristo Arns y William Wakefield Baum: los tres fueron creados cardenales por Pablo VI.
En diciembre de 2017 el diario de la diócesis de Brescia informó que las comisiones de médicos y teólogos aprobaron un segundo milagro atribuido a la intercesión del papa Montini; La Voce del Popolo señaló que podría ser canonizado en 2018. El papa Francisco anunció su canonización el 19 de mayo de 2018, durante un consistorio que se celebraba para organizar la ceremonia de canonización de algunos beatos. La ceremonia tuvo lugar el 14 de octubre de ese mismo año, en la plaza de San Pedro del Vaticano. Su memoria se celebra el 29 de mayo, fecha de su ordenación presbiteral en 1920.

## En la cultura popular

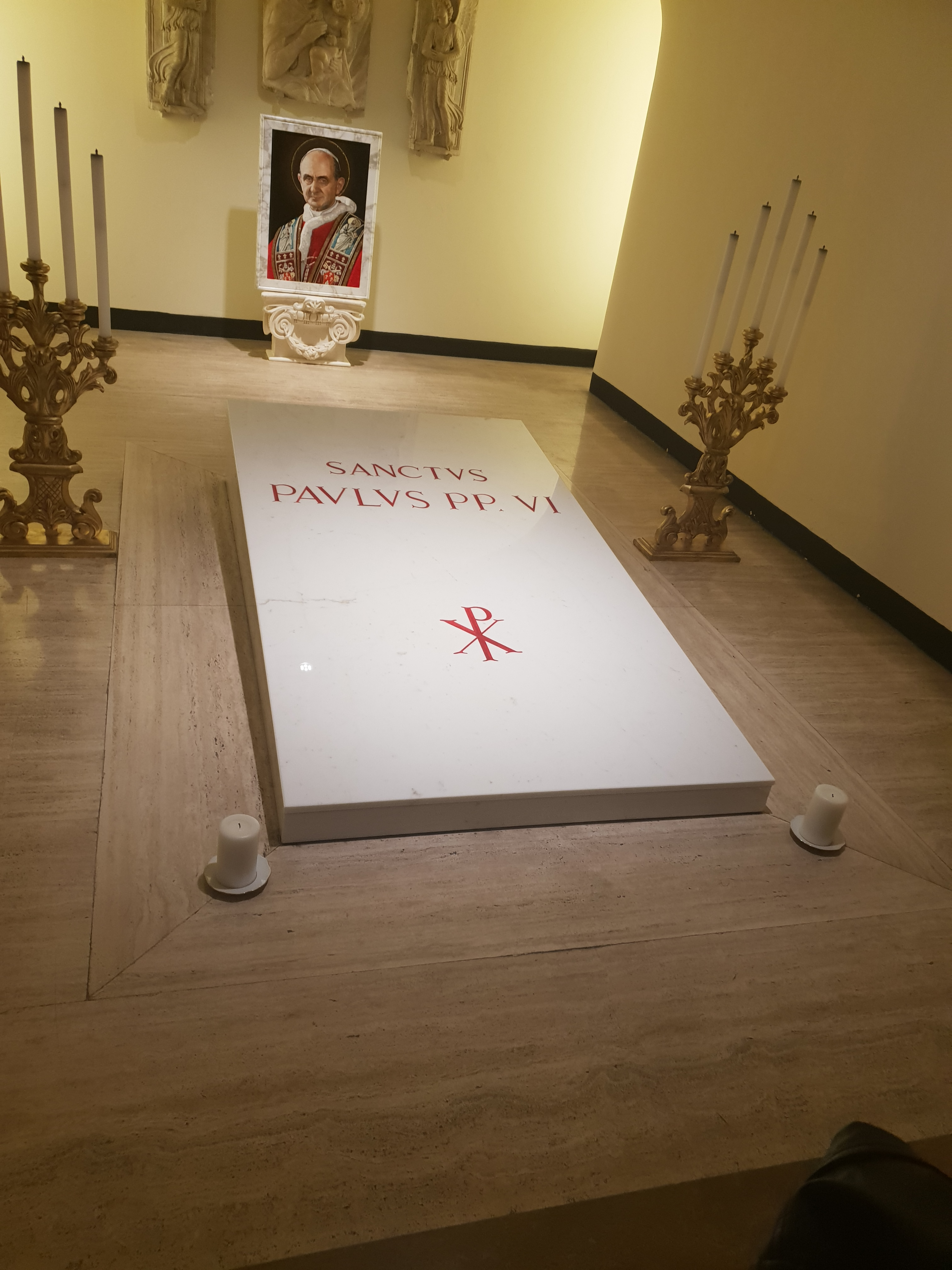
Tumba de Pablo VI en las grutas vaticanas.

A Pablo VI se le ha retratado en distintas películas cinematográficas de corte católico, como por ejemplo en Papa Juan (2002), una cinta que muestra la vida de Juan XXIII. Ahí se le puede ver como obispo y cardenal apoyando al papa. Asimismo se le puede ver en la película La sonrisa de Dios, que retrata la vida y el breve pontificado de Juan Pablo I. En este filme se le aprecia ya como pontífice y se puede ver en ella la histórica anécdota en la cual Albino Luciani hablaba del momento en el que Pablo VI se quitó la estola y se la puso a él durante la visita del pontífice a Venecia en 1972. Sin embargo, la película más importante acerca del papa Montini es sin duda Il papa nella tempestá (Un papa en la tempestad), donde es interpretado por Fabrizio Gifuni y que retrata la vida del Santo Padre mediante recuerdos, ubicándose a partir de 1978 y recordando su vida, su elección y su pontificado.

## Legado y controversias
Su pontificado siguió la apertura y la internacionalización de la Iglesia comenzada bajo Pío XII. Implantó las reformas de Juan XXIII y del Concilio Vaticano II. Sin embargo, a diferencia de los otros papas, fue criticado tanto por tradicionalistas como por liberales por la dirección del Concilio Vaticano II y sus reformas a partir de entonces.
Expresó el deseo de paz durante la guerra de Vietnam. Esto no fue entendido por todos. Junto con su interés por auxiliar a los países del Tercer Mundo, creó sindicatos y federaciones campesinas en otros países. Estos servicios públicos ayudaron a los pobres, y se convirtieron en evidencia de su deseo de completar los objetivos del Concilio. En cuanto a las enseñanzas de la Iglesia, el papa fue inquebrantable. En el décimo aniversario de la Humanae vitae, volvió a confirmar estas enseñanzas.
En su estilo y metodología, era discípulo de Pío XII, a quien admiraba profundamente. Sufrió por los ataques a Pío XII debido a su presunto silencio durante el Holocausto.
No fue acreditado con una memoria enciclopédica, ni un don para los idiomas, ni un estilo de escritura brillante como Pío XII; no tenía tampoco el carisma, sentido del humor y calidez humana de Juan XXIII. Pero asumió el trabajo de reforma inconclusa de estos dos papas, posibilitando diligentemente su conclusión. De este modo, Pablo VI se vio a sí mismo siguiendo las huellas del apóstol Pablo, llevado en varias direcciones, quien dijo: «Me atraen los dos lados a la vez, porque la Cruz siempre divide».
Las nuevas libertades teológicas que fomentó, como su negación a excomulgar a diferencia de sus predecesores y sucesores, dio lugar a una pluralidad de opiniones y ciertas incertidumbres entre los fieles. Abogaba por amonestar, pero no castigar a las personas con otros puntos de vista. Se expresaron nuevas demandas, y que se consideraban tabú en el Concilio, tales como la reintegración de los católicos divorciados, el carácter sacramental de la confesión, y el papel de la mujer en la Iglesia y sus ministerios. Según Martin Malachi los católicos conservadores se quejaban de que «las mujeres querían ser sacerdotes, los sacerdotes querían casarse, los obispos convertirse en papas regionales y los teólogos exigían un magisterio absoluto. Protestantes reclamando la igualdad, los homosexuales y los divorciados pidiendo la plena aceptación». La reorientación de la liturgia, las modificaciones en el ordinario de la misa y en el calendario romano general originadas en el motu proprio Mysterii Paschalis, y la reubicación del tabernáculo, fueron polémicos entre algunos católicos.

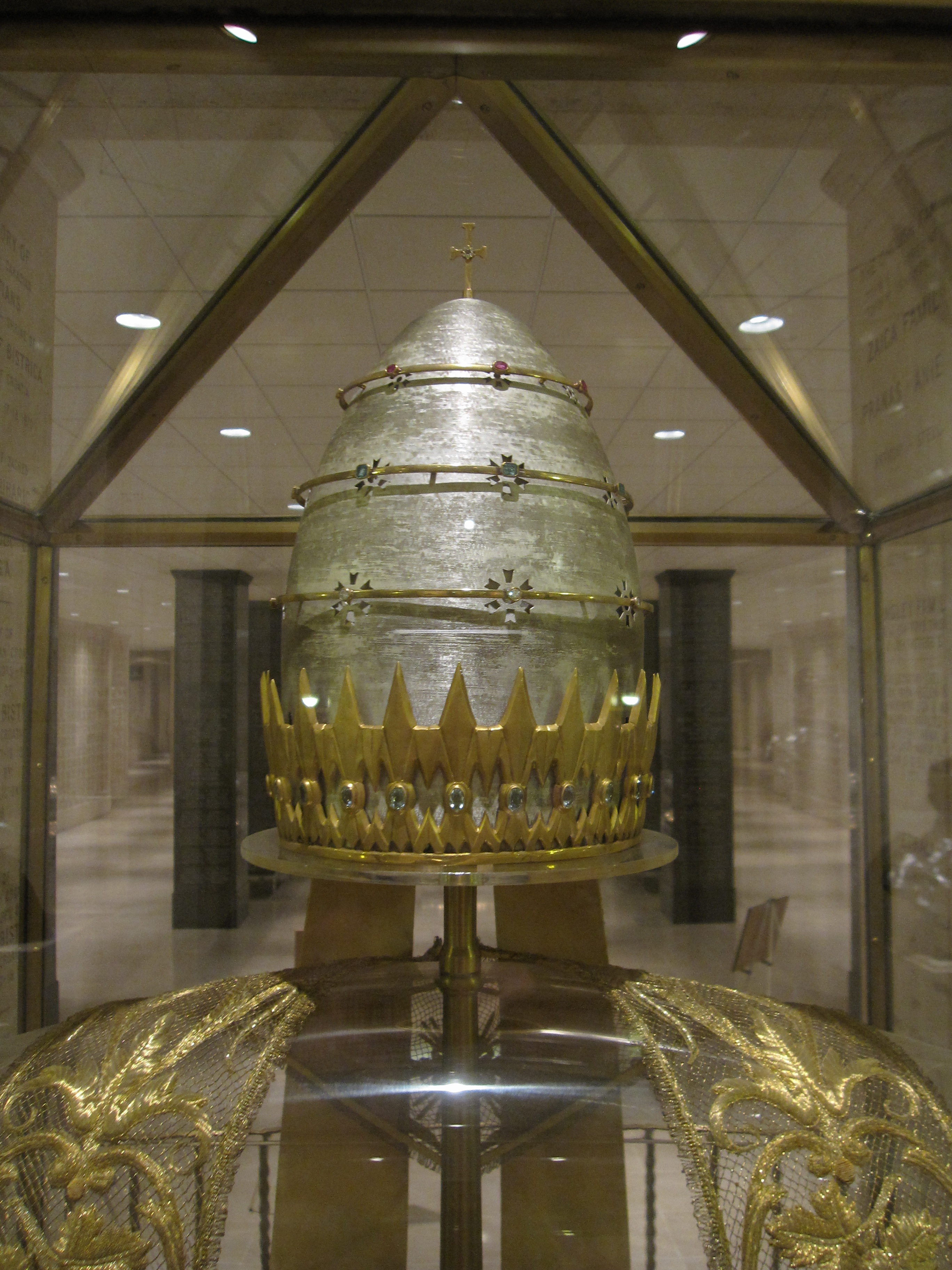
Tiara papal de Pablo VI, última en ser usada, y actualmente exhibida en la Basílica del Santuario Nacional de la Inmaculada Concepción, Washington.

Preocupado con el mundo moderno en su conjunto, Pablo VI hizo renunciar a muchos de los símbolos tradicionales del papado. Algunos de los cambios que fomentó en cuanto a la vestimenta papal fueron revisados por el papa Benedicto XVI en el siglo XXI. Abolió las milicias del Vaticano, salvo la Guardia suiza.
Pablo VI continuó y terminó los esfuerzos de sus predecesores, transformando la Iglesia de eurocéntrica a ser una Iglesia mundial, mediante la integración de los obispos de todos los continentes en su gobierno y en los sínodos que convocó. El 6 de agosto de 1967, en su motu proprio Pro Comperto Sane, abrió la Curia Romana a los obispos de todo el mundo. Hasta entonces, los puestos de esta eran ocupados solo por cardenales destacados.
Algunos criticaron las decisiones de Pablo VI, tales como el recién creado Sínodo de los obispos, que tenía un papel meramente consultivo y no podía tomar decisiones por su cuenta, aunque el Concilio había decidido exactamente eso. Durante el pontificado de Pablo VI, se llevaron a cabo cinco sínodos.
El papa sufrió claramente las respuestas dentro de la Iglesia a la Humanae vitae. Aunque muchos países y obispos apoyaron al Pontífice, una parte pequeña pero importante de ellos, especialmente en los Países Bajos, Canadá y Alemania, se encontraban abiertamente en desacuerdo con el papa, lo que le hirió profundamente durante el resto de su vida. Desilusionado por las críticas de los sectores progresistas de la Iglesia, Pablo VI dijo:

... por una fisura, el humo de Satán ha entrado en el templo de Dios.
Pablo VI, 29 de junio de 1972

Según algunas fuentes, a medida que la salud de Pablo VI se iba deteriorando, se habló de la posibilidad de abdicar del trono papal y jubilarse, siempre y cuando no pudiera cumplir con los deberes del papado en plenitud. Sus declaraciones son idénticas a las atribuidas a Pío XI, «Un papa puede sufrir, pero debe ser capaz de funcionar» y, en varias ocasiones a Pío XII en el mismo sentido. El confesor de Pablo VI, expresó así el sufrimiento que padeció el pontífice:

Pablo VI sufrió mucho. Le tocaron tiempos difíciles; indudablemente, los más difíciles del siglo, si tenemos en cuenta los dolores del mundo y la problemática de la Iglesia. La aplicación del concilio no fue fácil (no lo es todavía); quizá la Iglesia que él había soñado como arzobispo de Milán y Padre conciliar no era todavía la «inmaculada esposa de Jesucristo». No faltaron voces (de derechas o de izquierdas) que lo culparan, en esta crisis de la Iglesia, o de exceso de audacia o de falta de coraje. Pareciera que el capitán de la barca tuviera siempre la culpa de la furia de las tormentas. Se ha acusado a Pablo VI de haber sido demasiado blando en los abusos en materia de fe, de disciplina, de liturgia. ¡Como si lo más importante no fueran las luces que encendía, las orientaciones doctrinales que daba, el Espíritu que infundía! Hay algo de su magisterio estupendo que no puede ser olvidado: son los discursos de apertura y de clausura de cada uno de los períodos conciliares que le tocó presidir. Recordemos solamente el magnífico discurso sobre El valor religioso del concilio, el 7 de diciembre de 1965.
Eduardo Francisco Pironio